# Muskushybriden

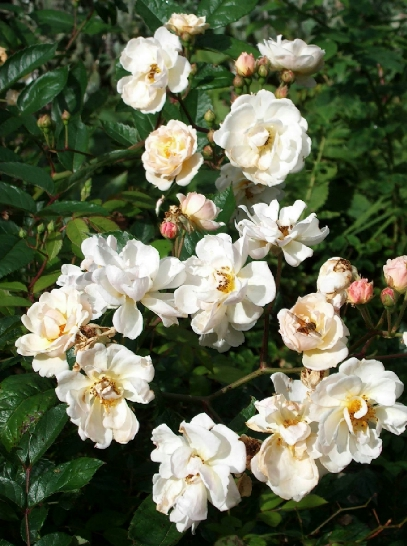
Rosa 'Trier' (Lambert 1904), de stammoeder van de meeste muskushybriden

Muskushybriden (Engels: Hybrid Musk) is een verzamelnaam voor een groep hybriden van de veelbloemige roos (Rosa multiflora). Deze multiflora-hybriden verschillen in hun kenmerken sterk van andere multiflora-hybriden. De bloemen verspreiden een muskusachtige geur en ze bloeien het hele seizoen door (ze remonteren). Muskushybriden worden vaak verward met moschata-hybriden.

## Beschrijving
Het meeste muskushybriden zijn ontstaan door kruising van de roos 'Trier' met andere rozen. 'Trier' is een multiflora-hybride van Peter Lambert die in 1904 werd geïntroduceerd. Lambert zelf gebruikte de roos 'Trier' voor een reeks nieuwe kruisingen ('Geheimrat Dr. Mittweg', 'Heine', 'Schiller', 'Fritz Reuter', 'Lessing' en 'Körner') die, vanwege hun verschil met andere multiflora hybriden, onofficieel Lambertiana-rozen werden genoemd. Ook andere veredelaars gebruikten de roos 'Trier' voor nieuwe kruisingen, bijvoorbeeld Joseph Pemberton ('Clytemnestra', 'Danae', 'Daybreak', 'Felicia', 'Joan', 'Moonlight', 'Pax') en later Louis Lens ('Sourire Rose', 'Twins', 'Yellow Light', 'Feeling', 'Plaisanterie', 'Apricot Bells', 'Souvenir de Rose-Marie', 'Patricia Beucher'). Vanwege hun muskusachtige geur noemde Pemberton zijn kruisingen muskushybriden (Engels: Hybrid Musk) en deze naam werd in 1918 officieel bevestigd door de The National Rose Society in Londen. Dit is niet onomstreden omdat de naam suggereert dat deze rozen hybriden zijn van Rosa moschata, een roos die ook naar muskus geurt. Een chromosomenanalyse heeft echter uitgewezen, dat 'Trier' een zaailing is van de roos 'Aglaia', die door zelfbestuiving is ontstaan. 'Aglaia' is weer een kruising tussen Rosa multiflora en de Noisette-roos 'Reve d'Or'. 'Trier' is dus een multiflora-hybride, een directe verwantschap met Rosa moschata bestaat niet.
De oorspronkelijke uit Azië afkomstige Rosa moschata (vroeger ook bisamroos genoemd) wordt in vakkringen als verloren beschouwd, maar er bestaan wel afstammelingen (hybriden) van deze roos, bijvoorbeeld 'Dupontii' (Du Pont 1817), 'Princesse de Nassau' (Laffay 1828), 'The Garland' (Wells 1835), 'Madame d'Arblay' (Wells 1835) en 'Brunonii flora plena' (G. Paul 1899). Deze worden geen muskushybriden maar moschata-hybriden genoemd.

## Afbeeldingen

### Muskushybriden van Joseph Pemberton (selectie)

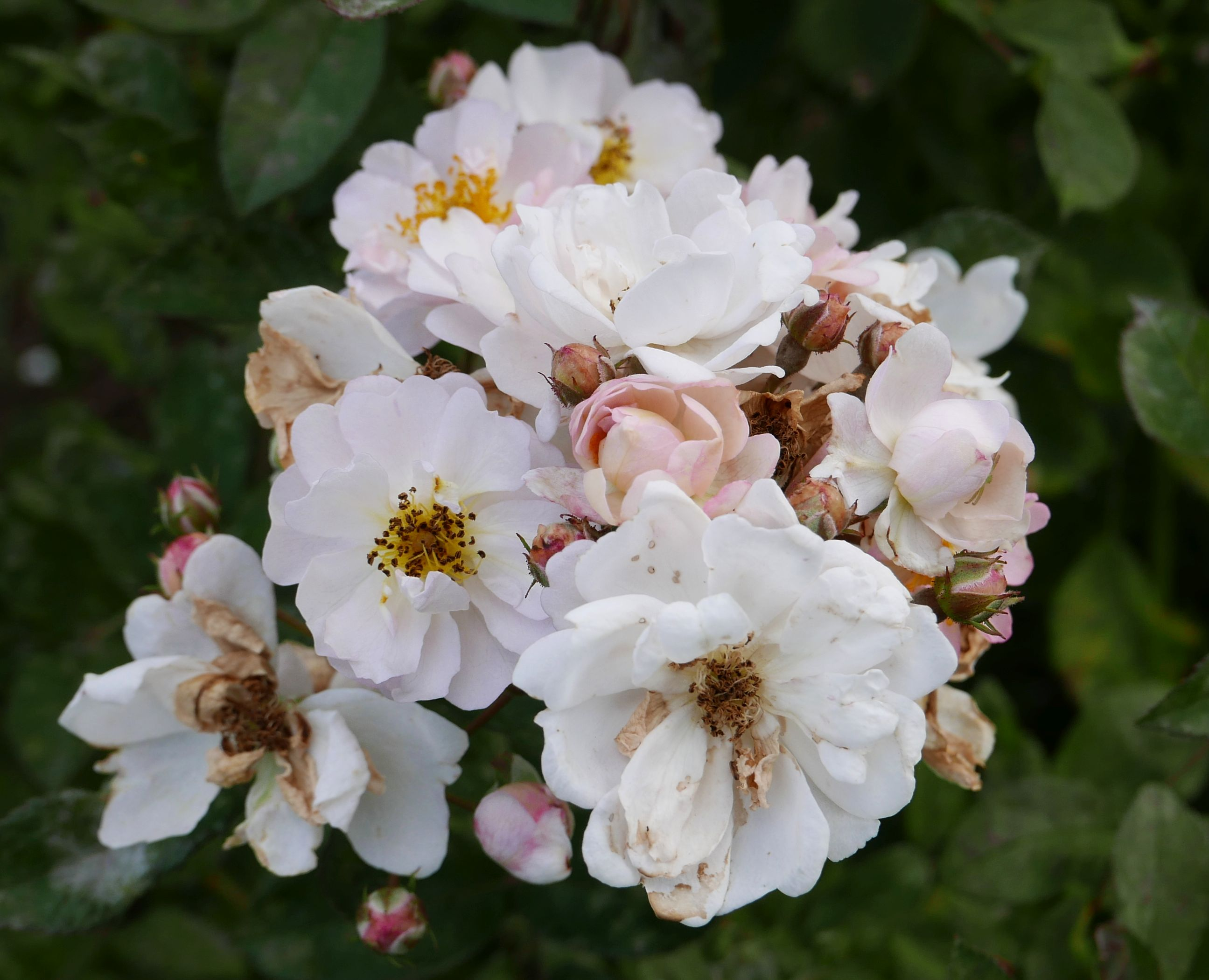
'Daphne', Pemberton 1913
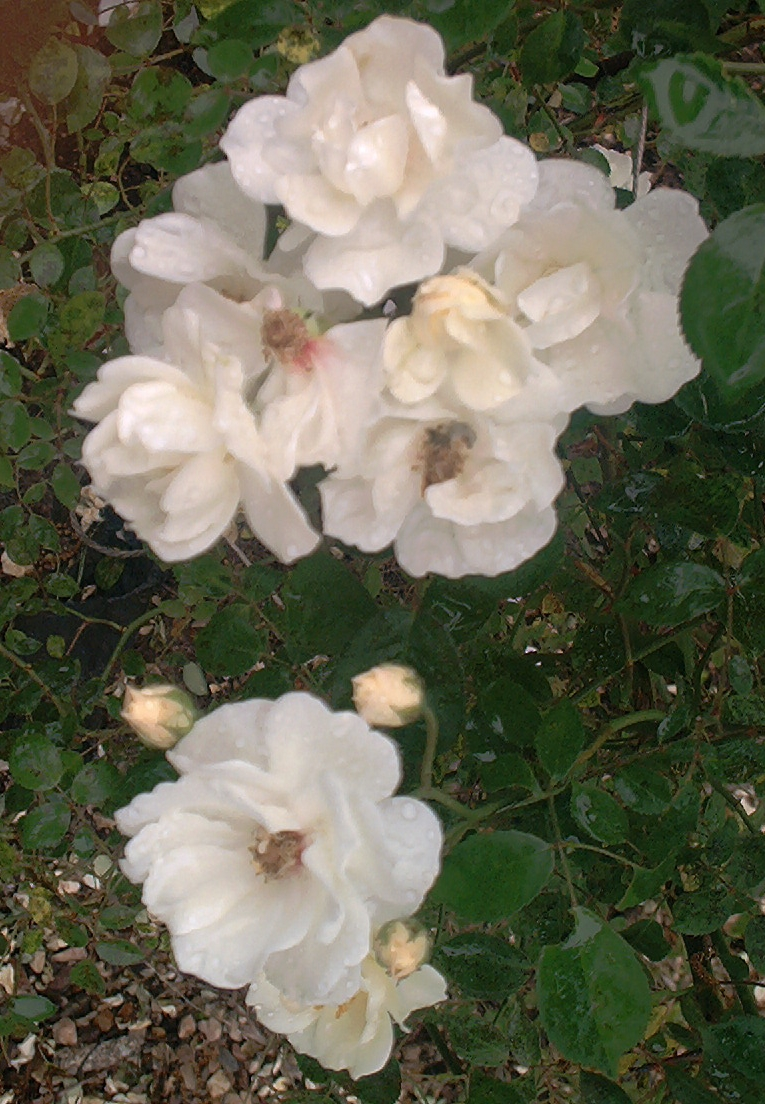
'Moonlight', Pemberton 1913
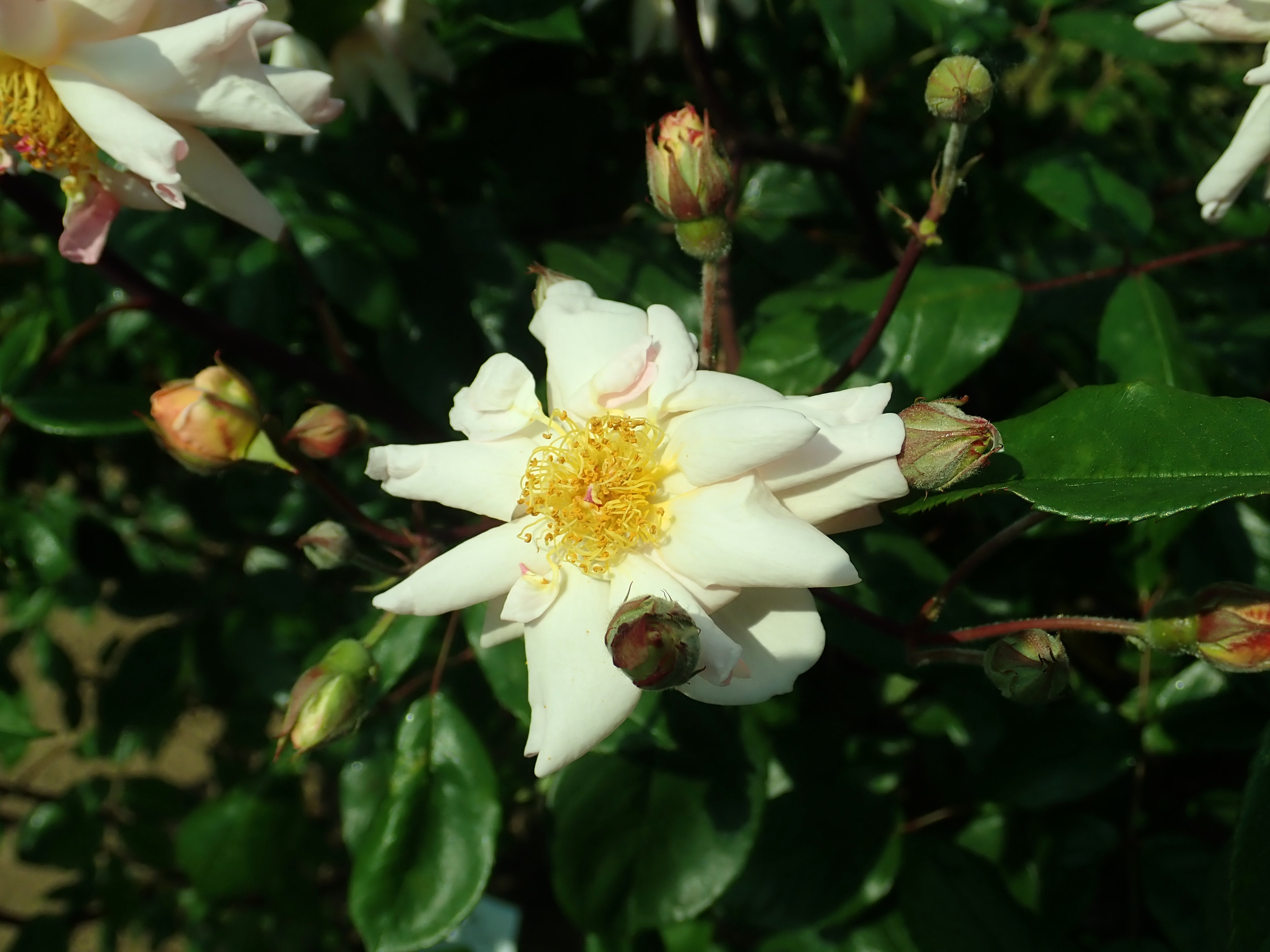
'Ceres', Pemberton 1914
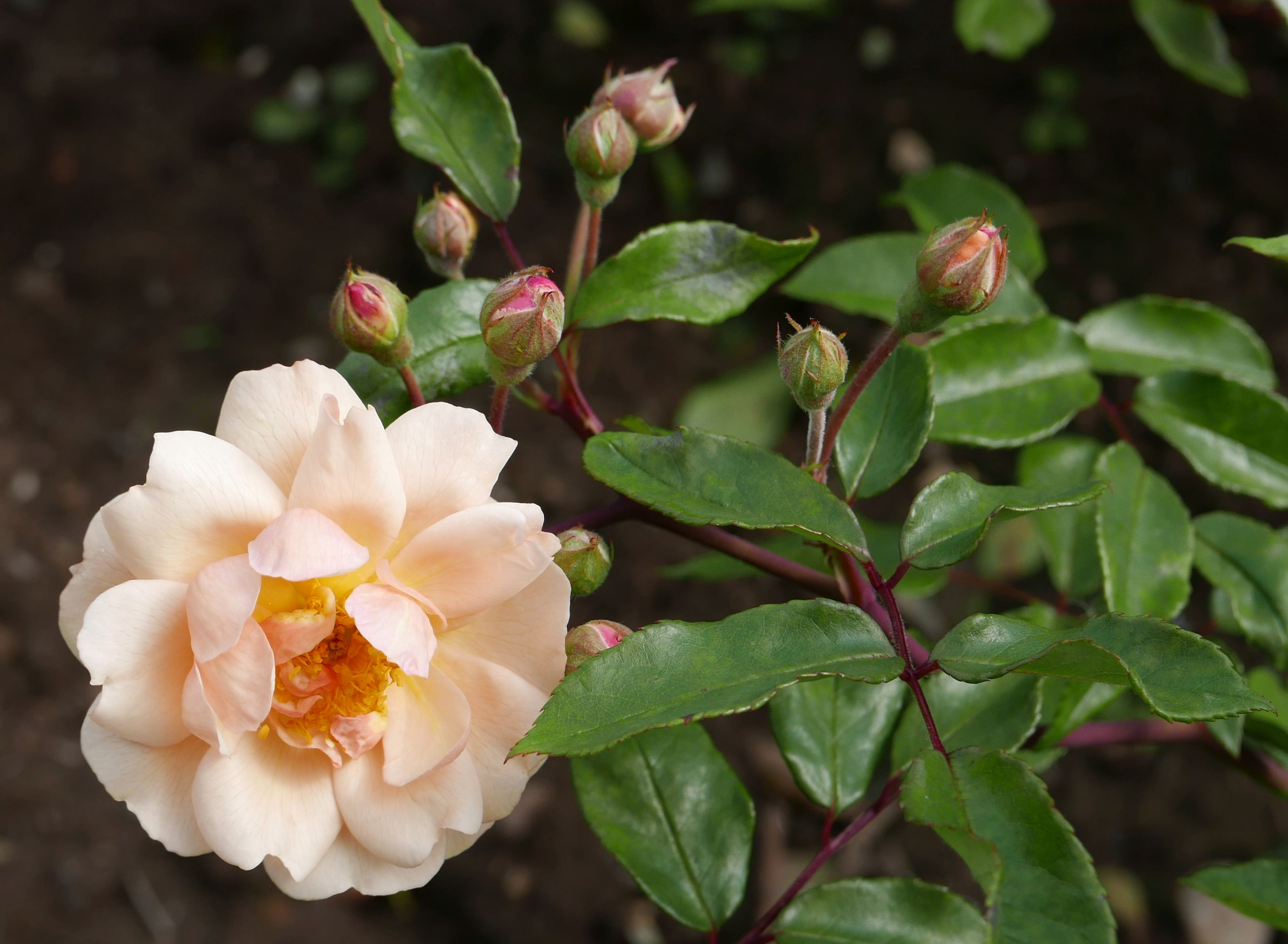
'Clytemnestra', Pemberton 1915
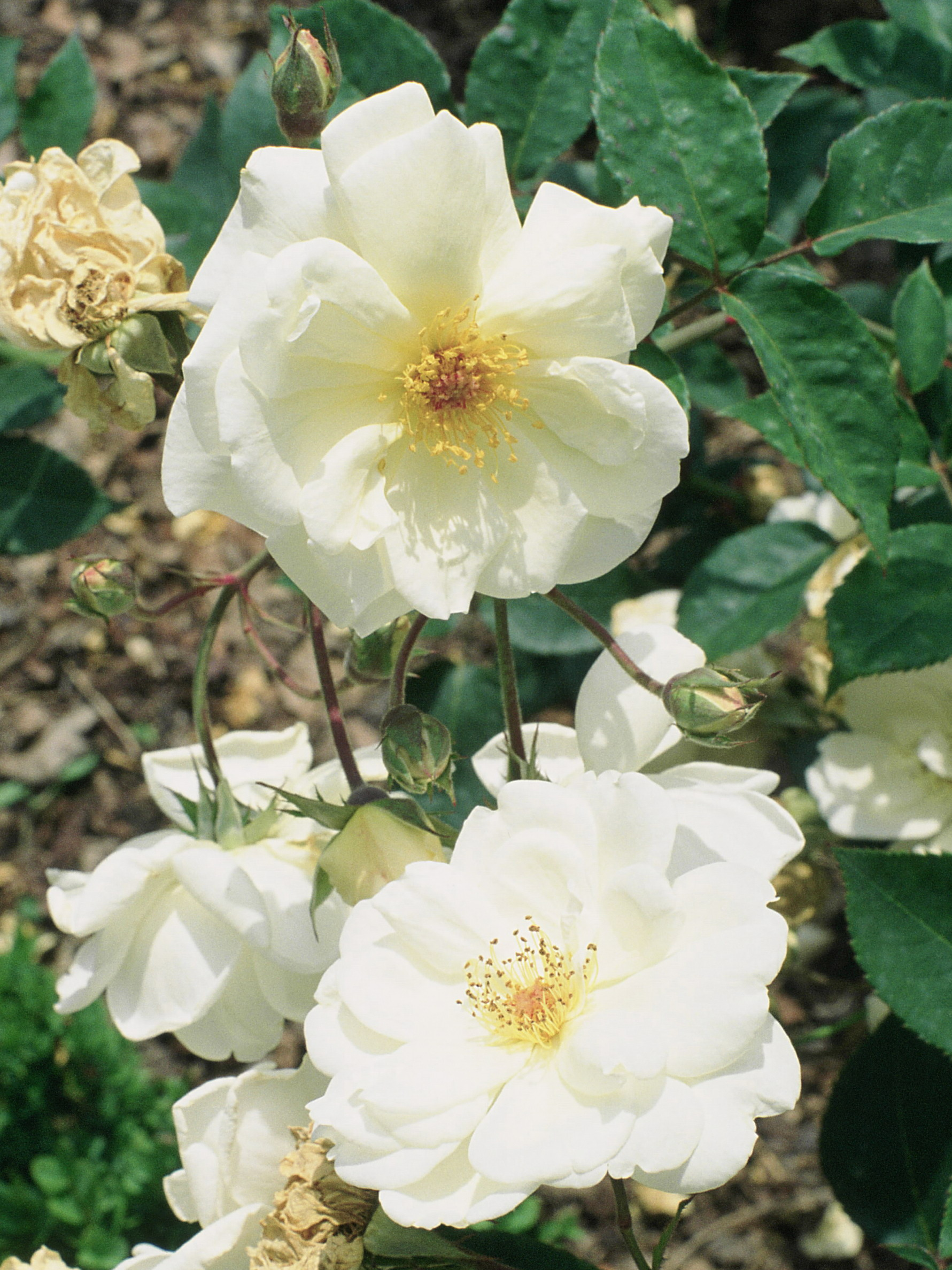
'Pax', Pemberton 1918
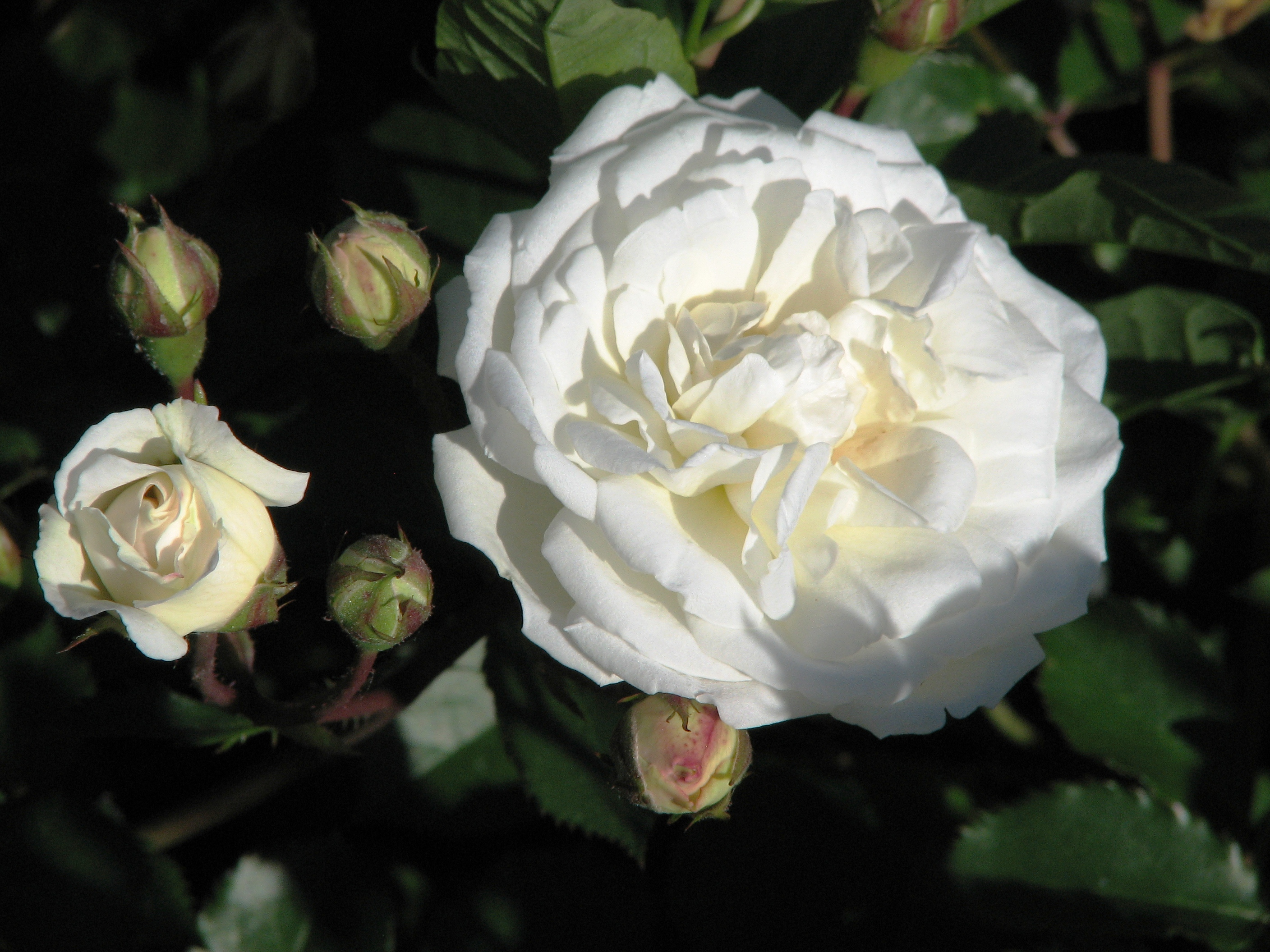
'Prosperity', Pemberton 1919
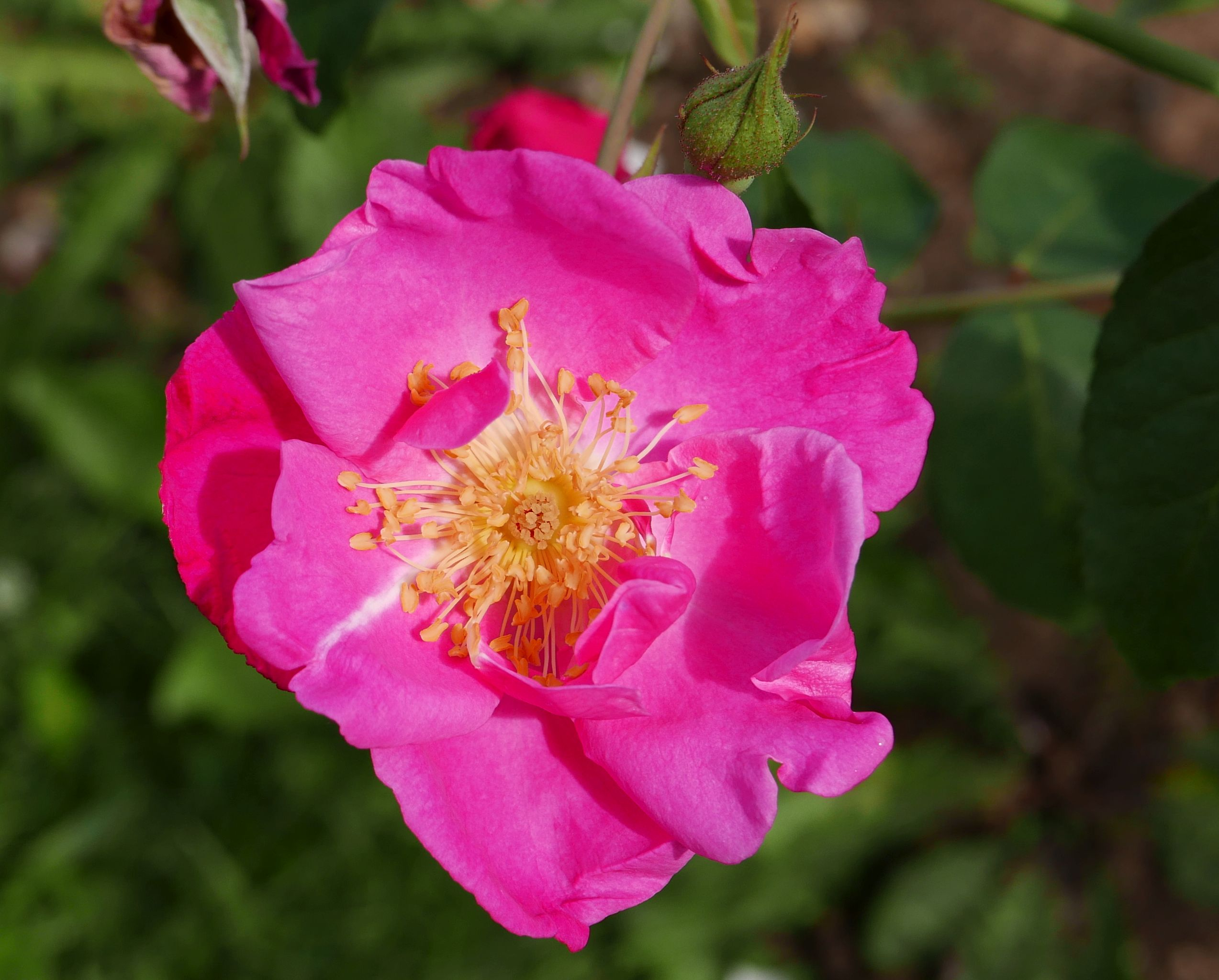
'Vanity', Pemberton 1920
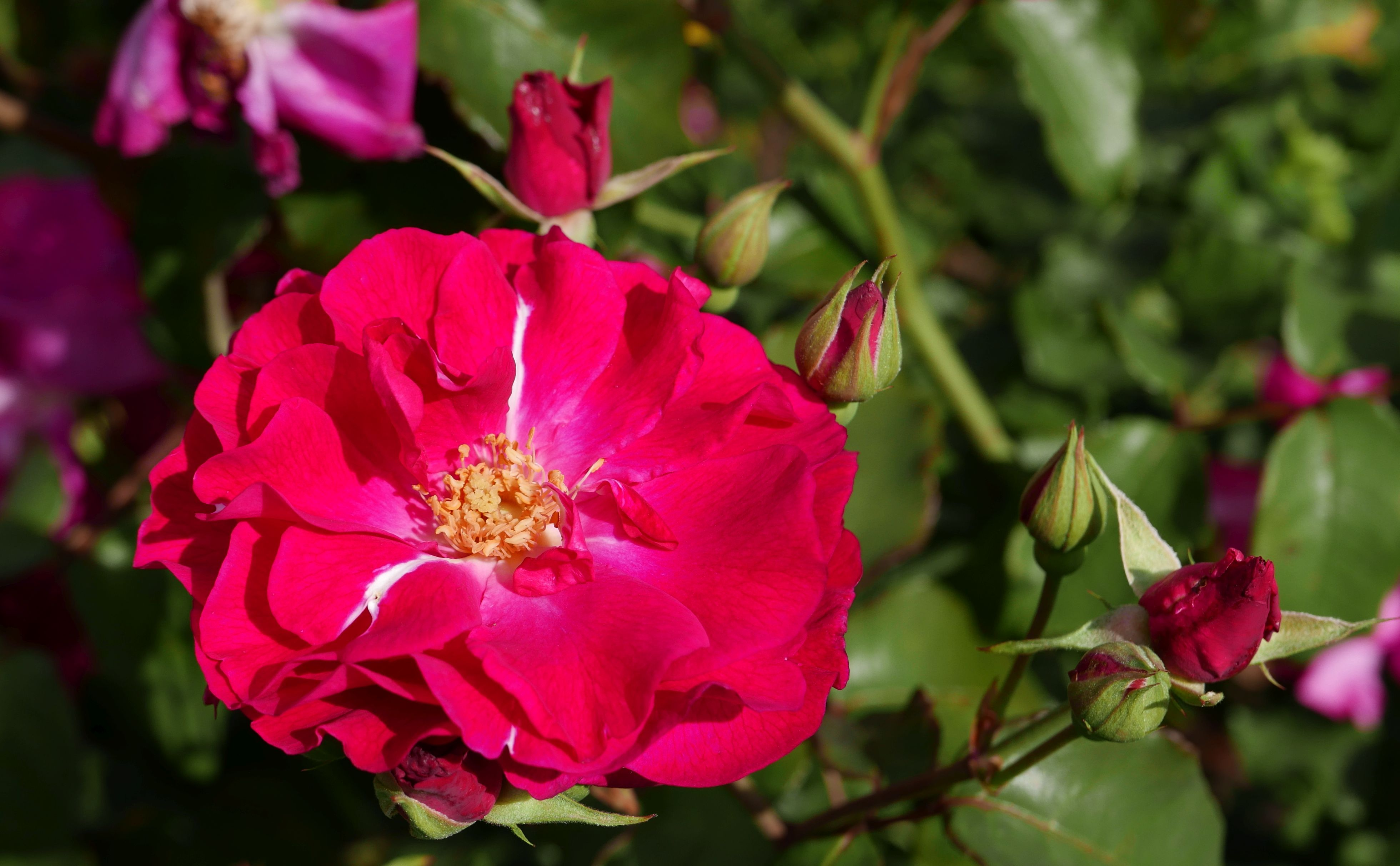
'Sammy', Pemberton 1921
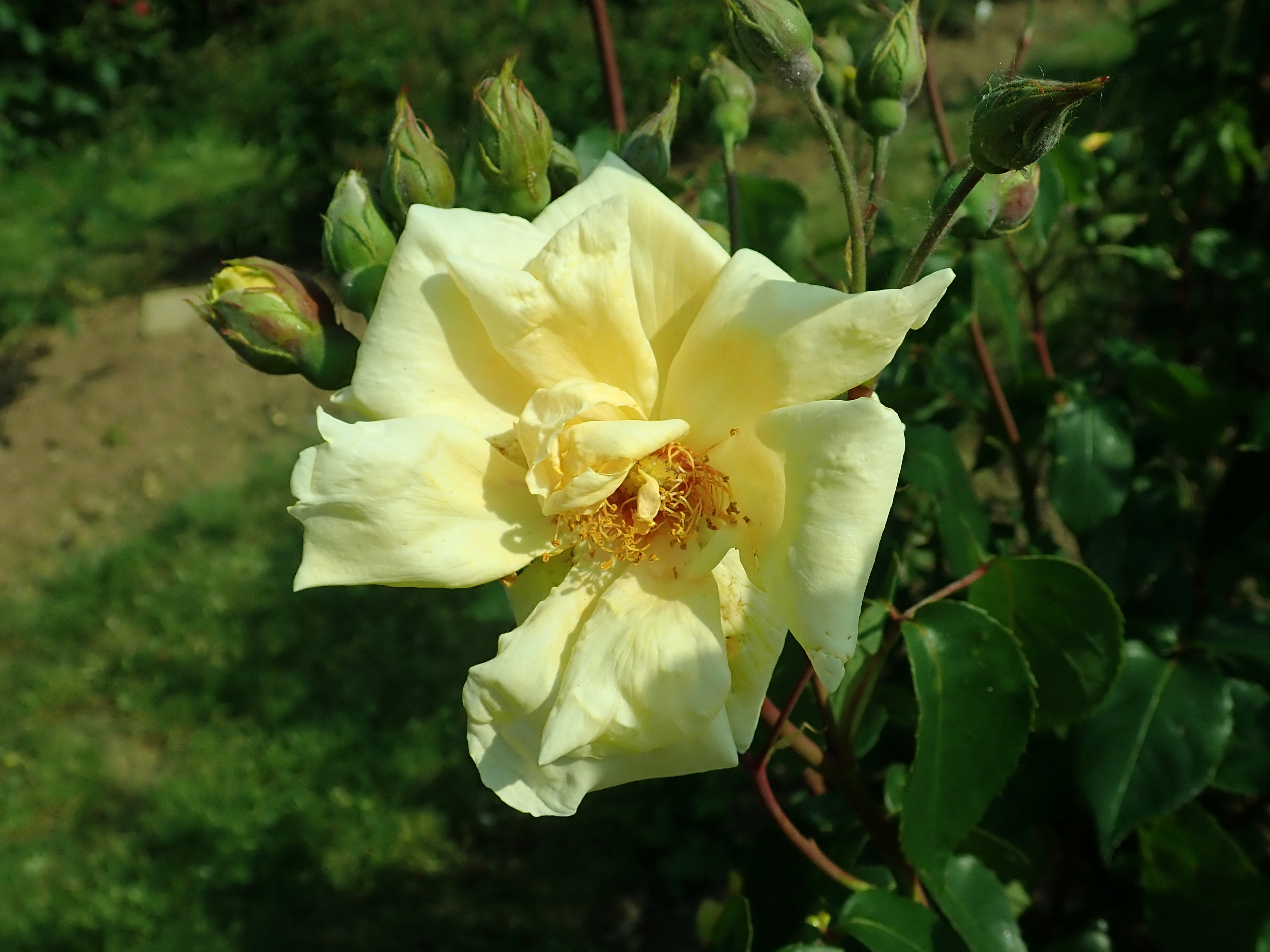
'Francesca', Pemberton 1922
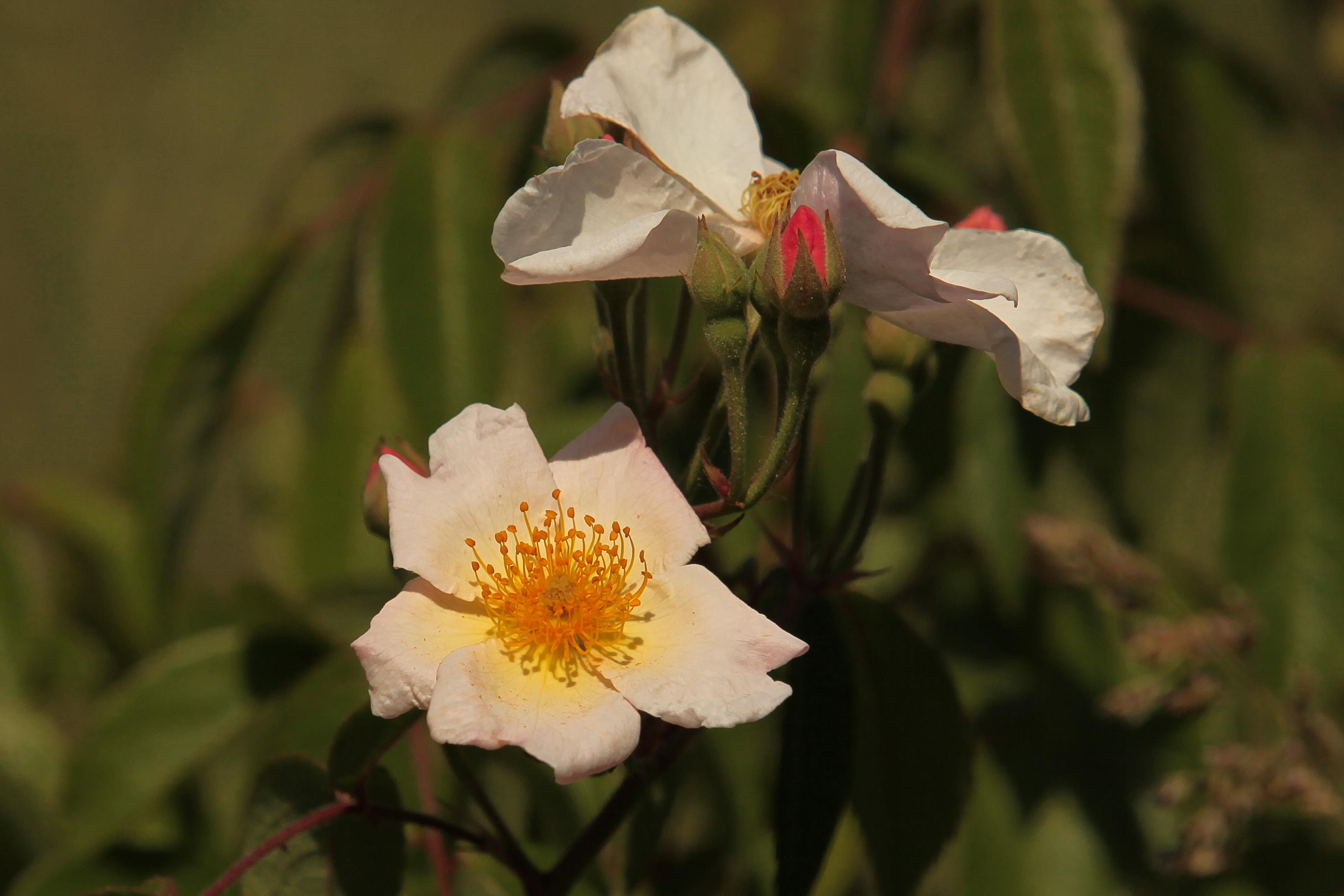
'Kathleen', Pemberton 1922
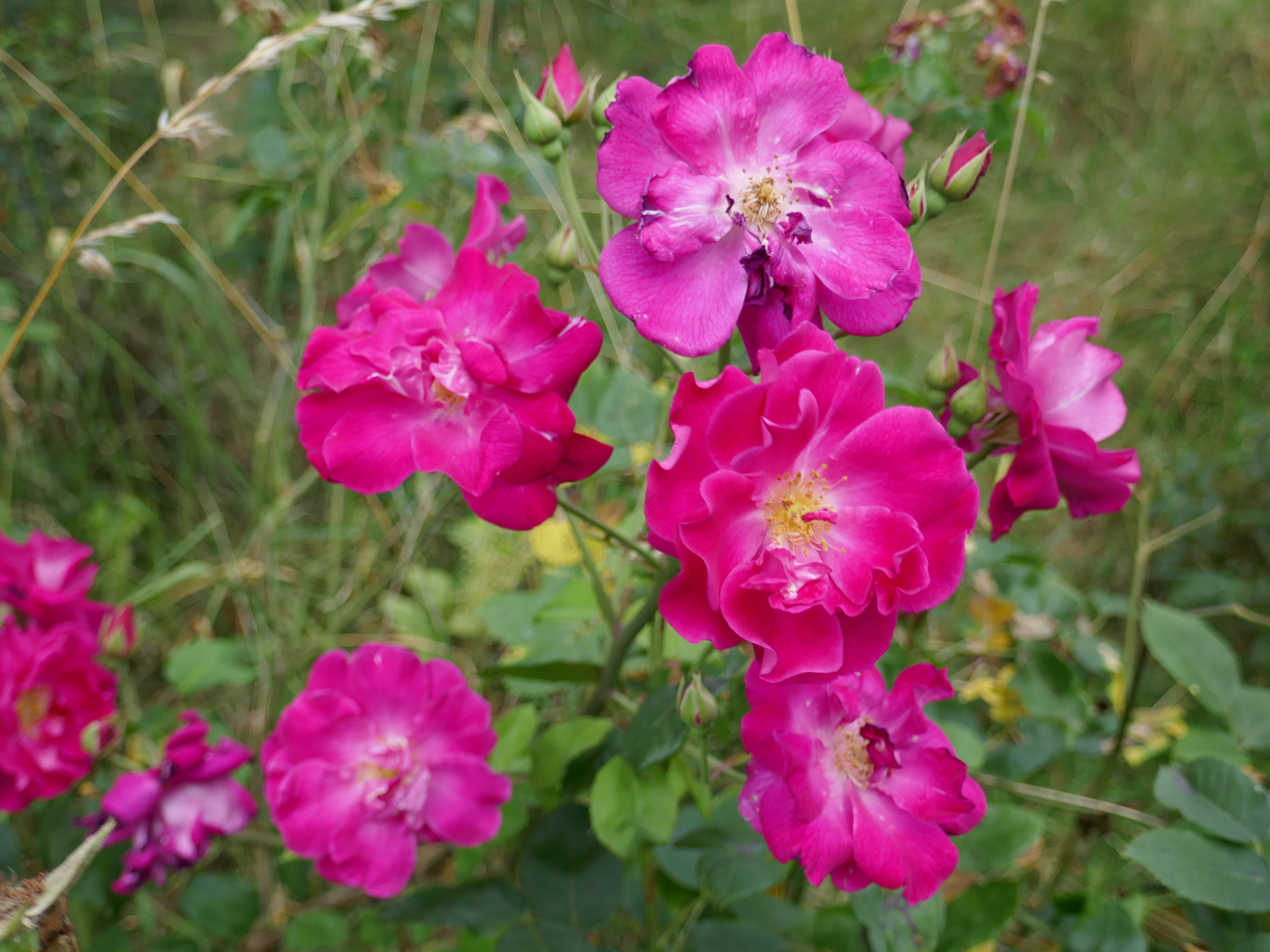
'Nur Mahal', Pemberton 1923
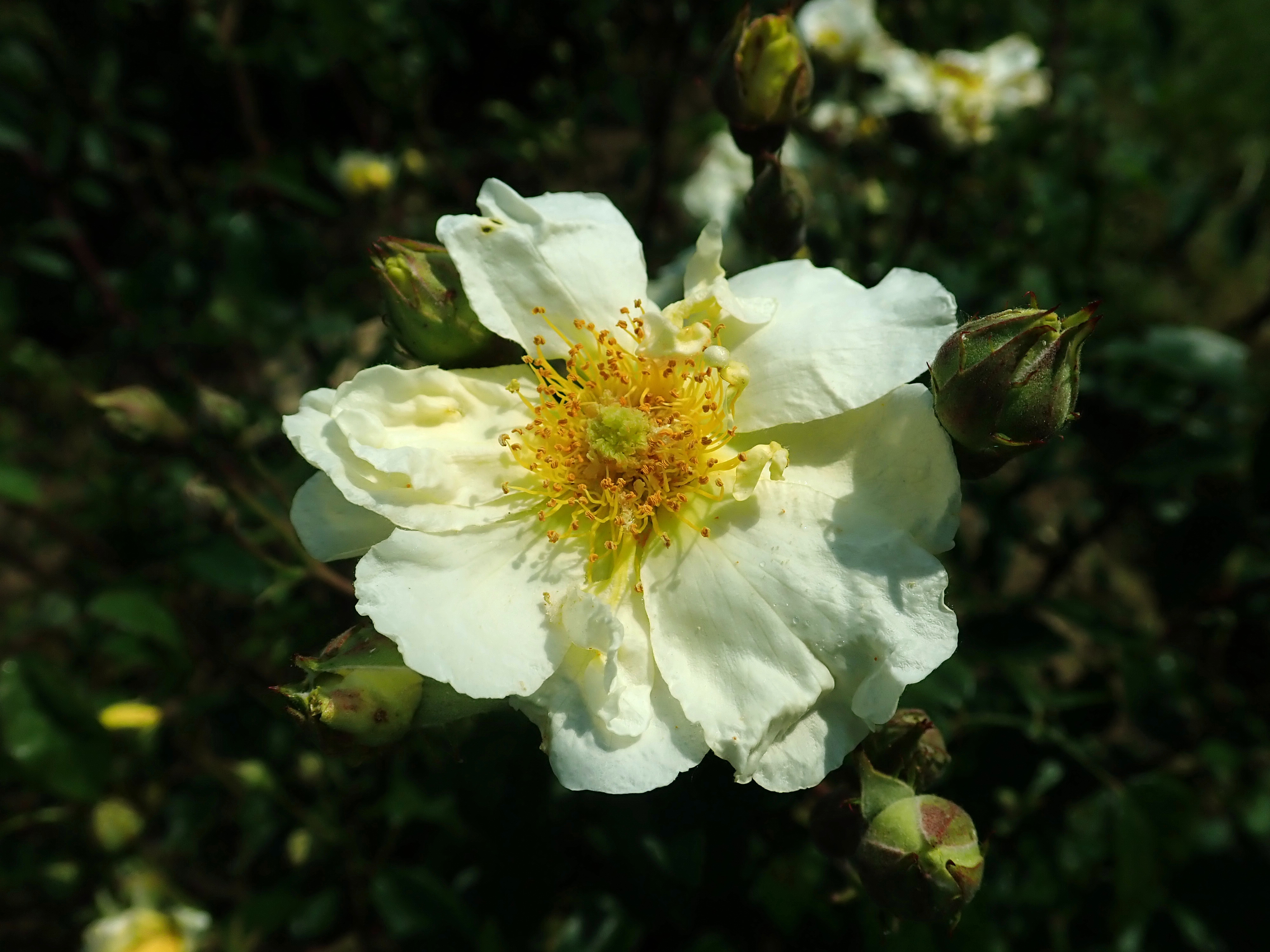
'Aurora', Pemberton 1923
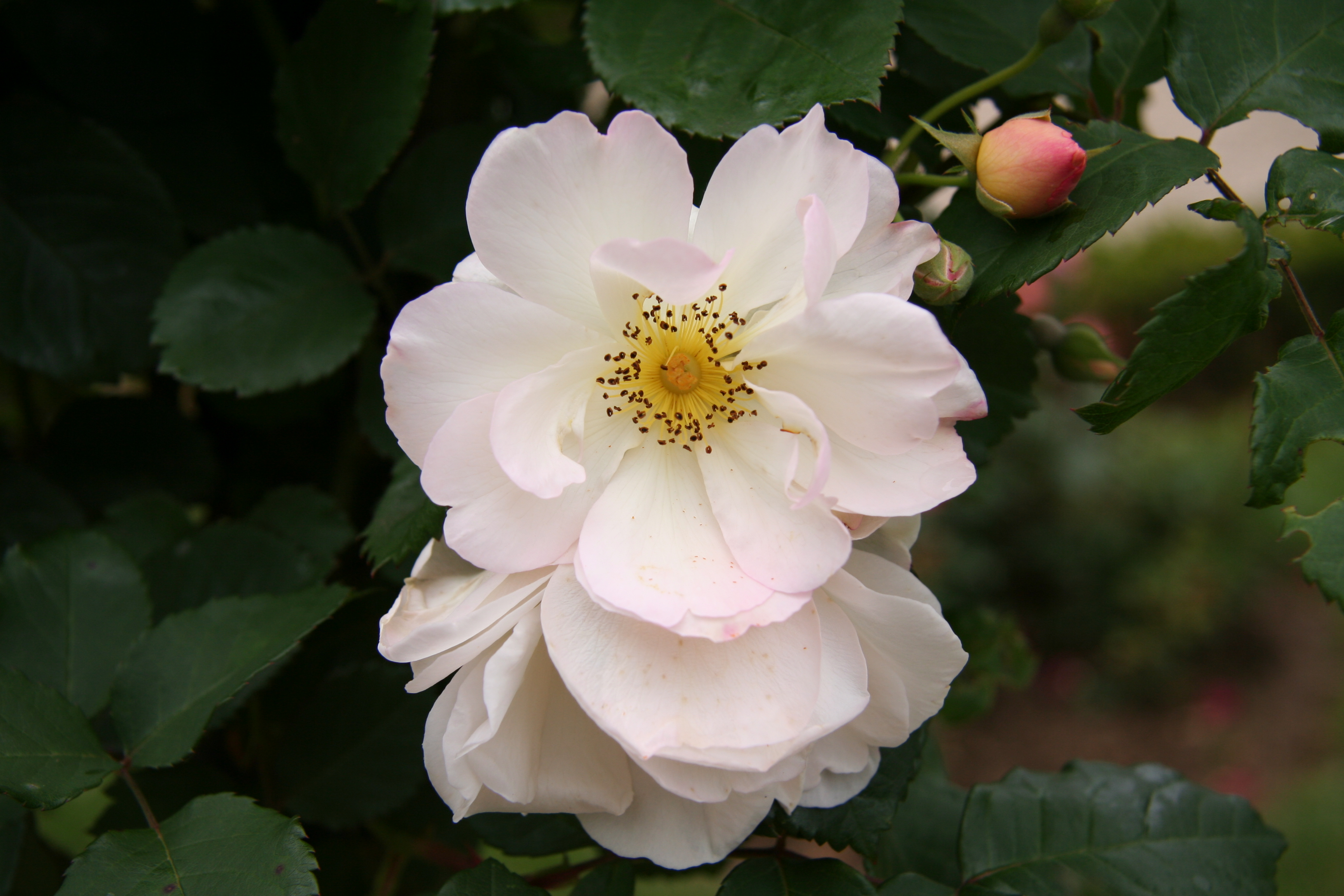
'Penelope', Pemberton 1924
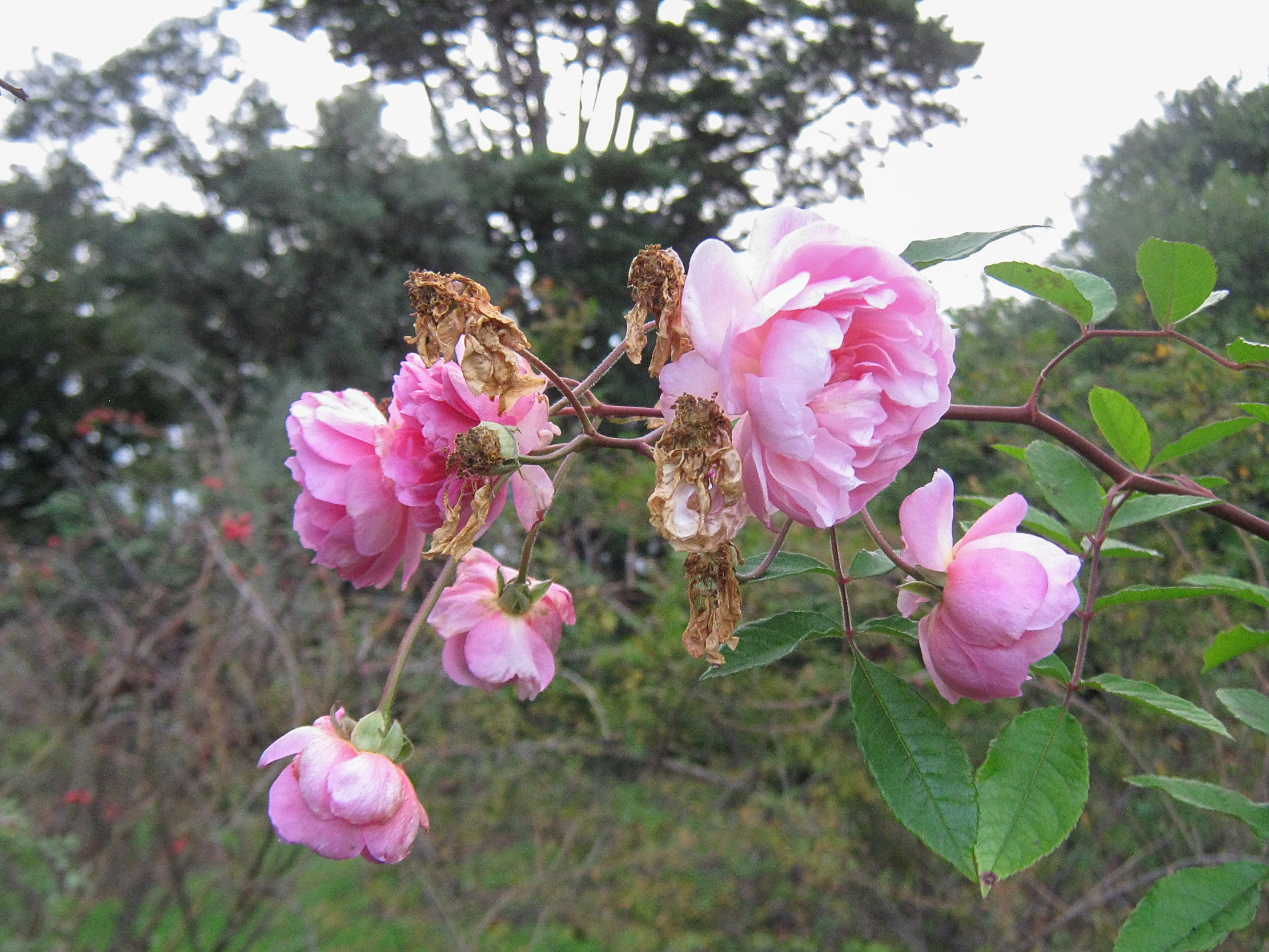
'Cornelia', Pemberton 1925
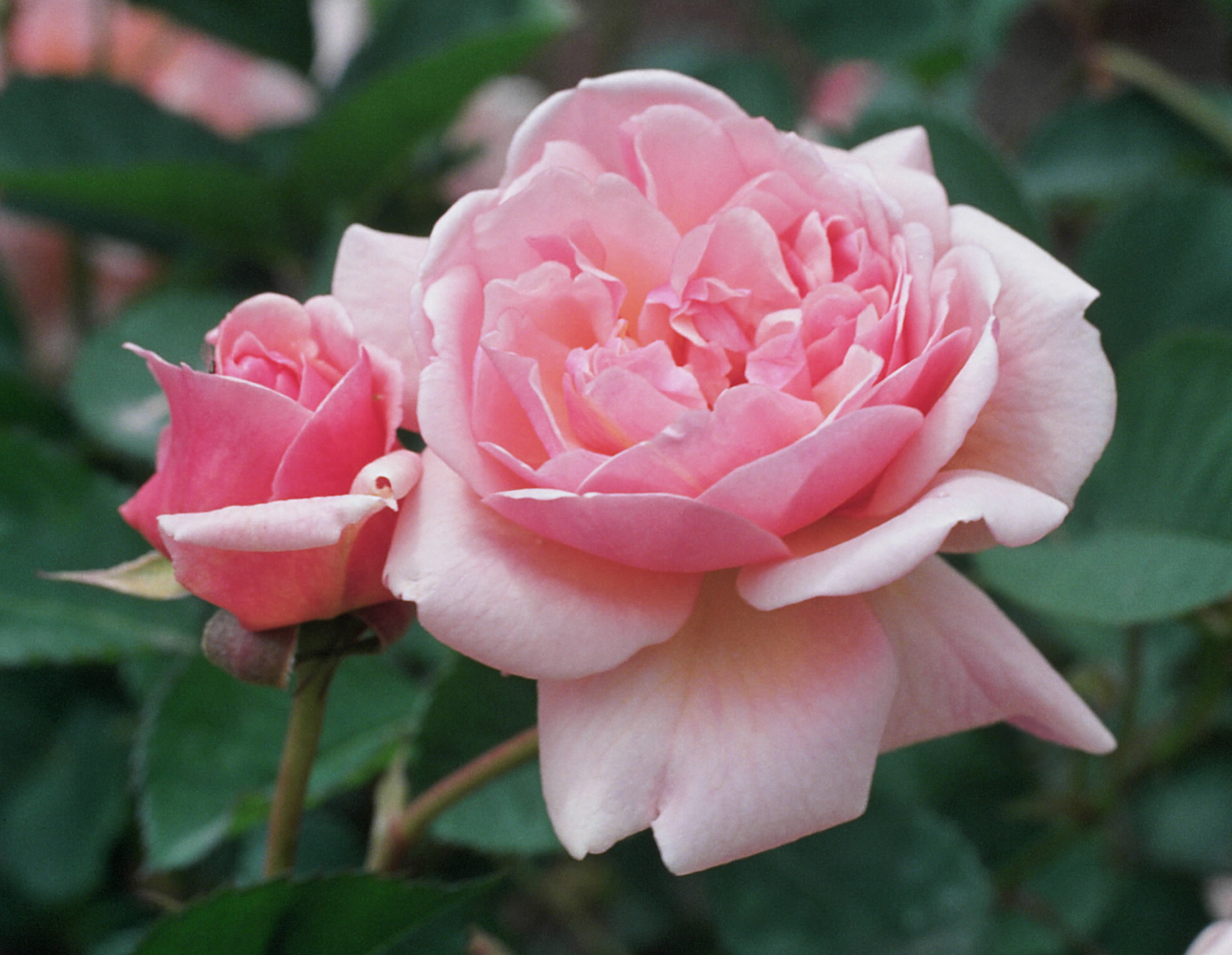
'Felicia', Pemberton 1926
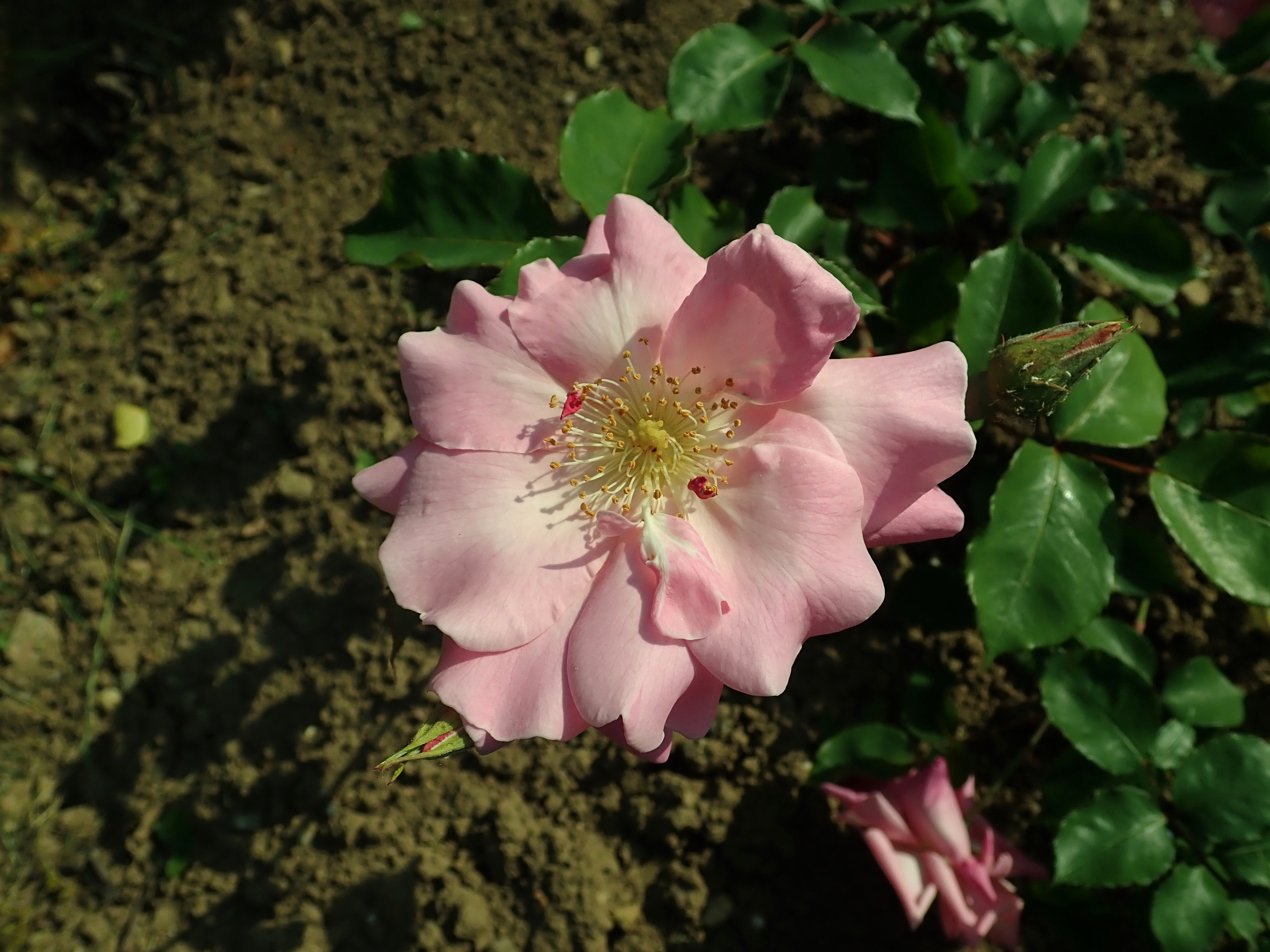
'Fortuna', Pemberton/Bentall 1927
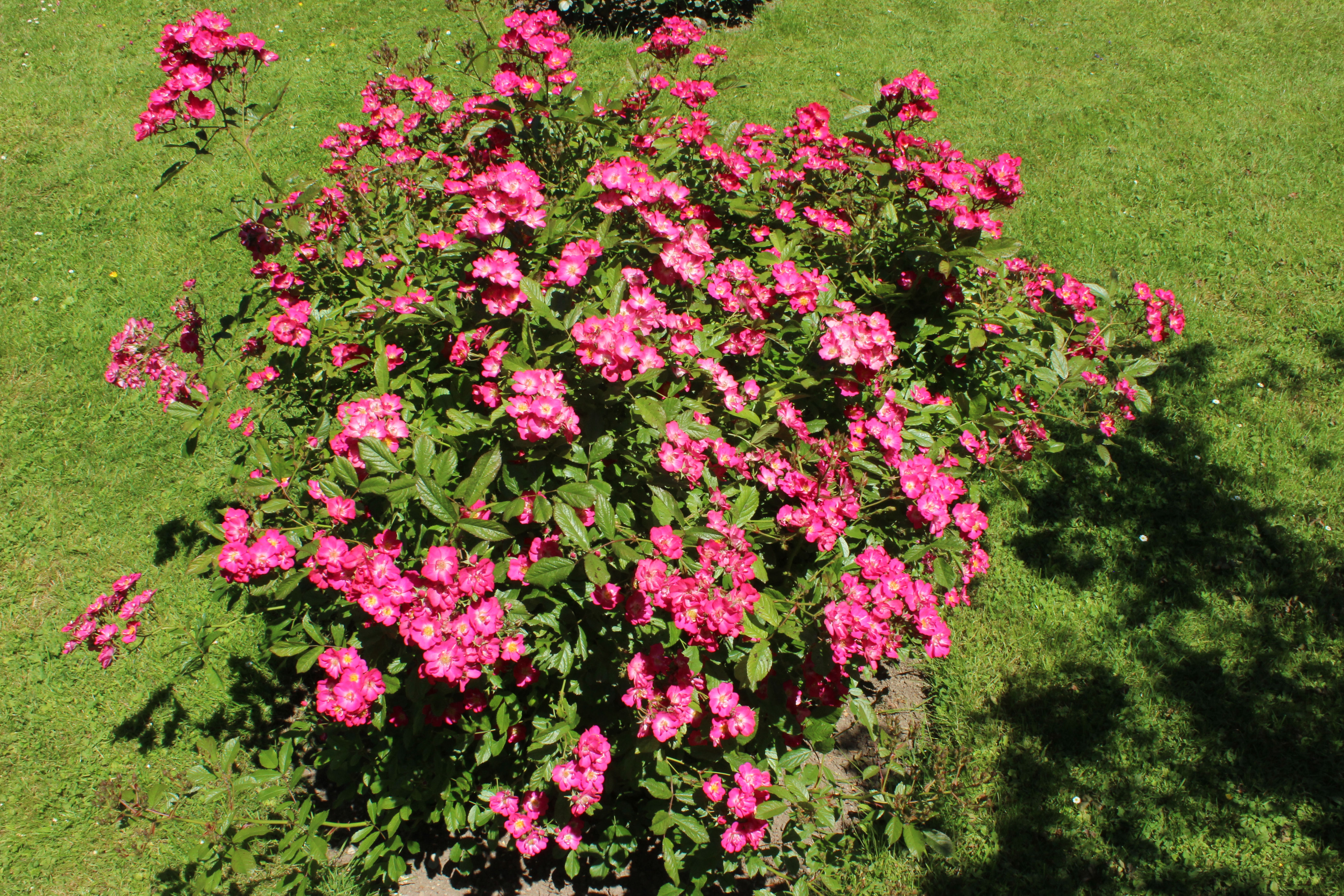
'Robin Hood', Pemberton 1927

### Muskushybriden van Ann Bentall (selectie)

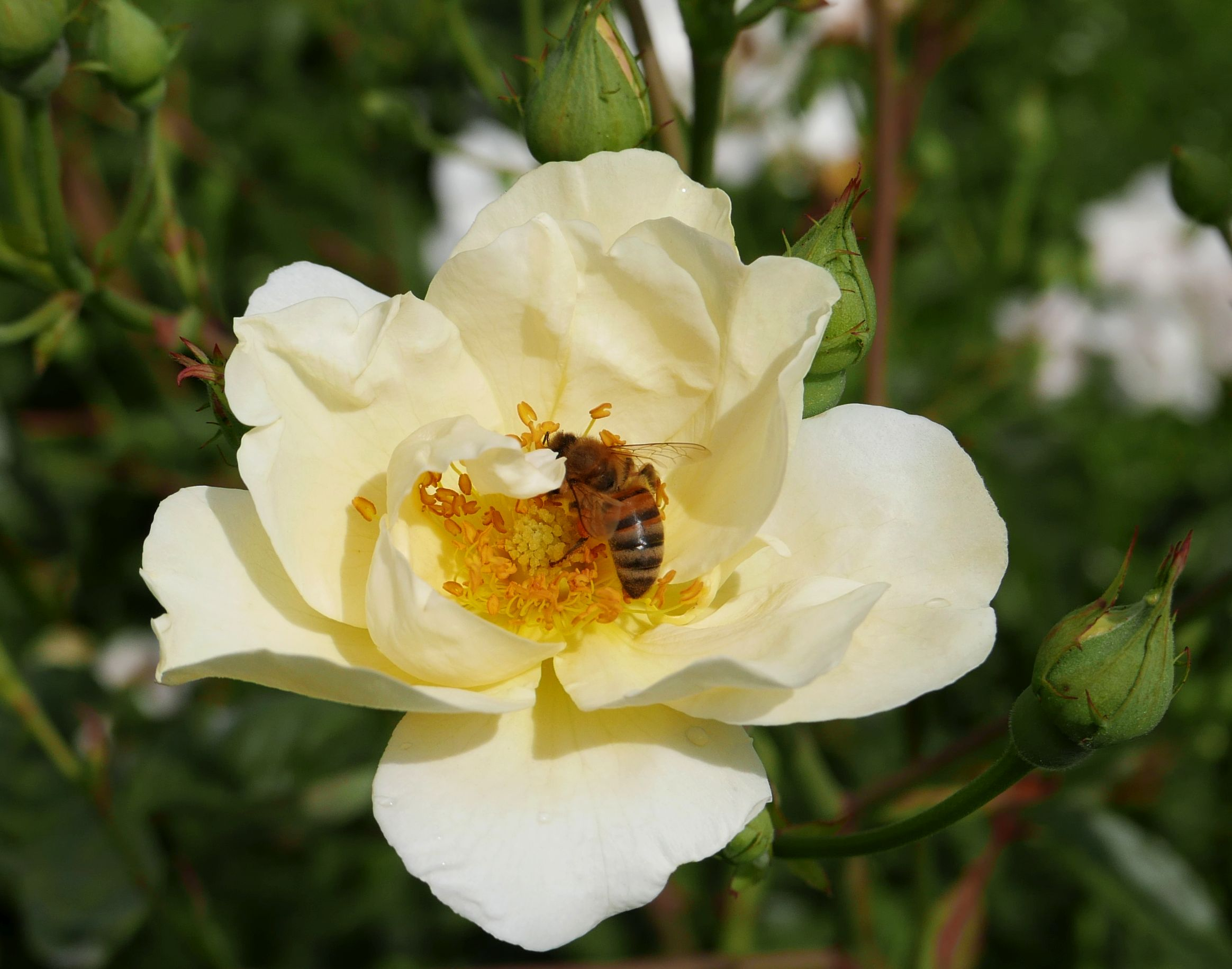
'Autumn Delight', Bentall 1933
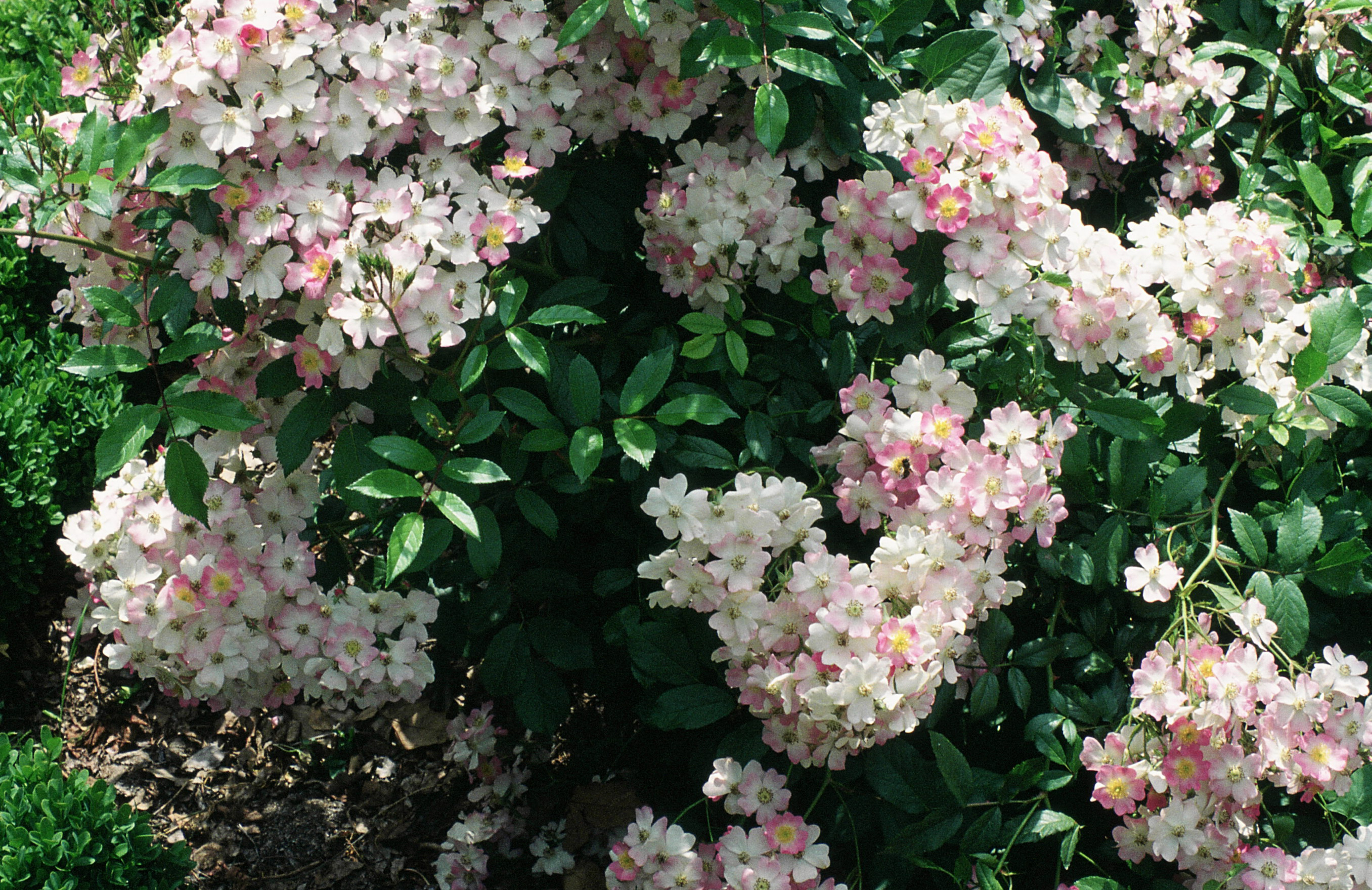
'Ballerina', Bentall 1937
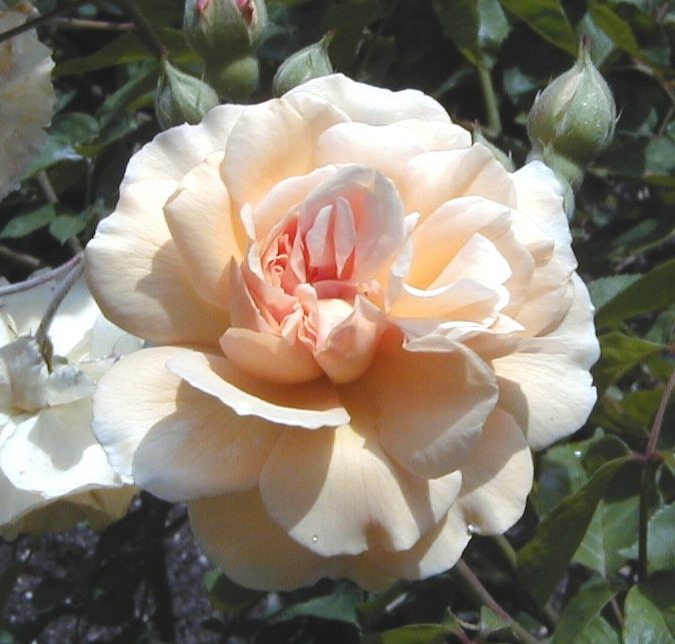
'Buff Beauty', Bentall 1939

### Muskushybriden van W. Kordes’ Söhne (selectie)

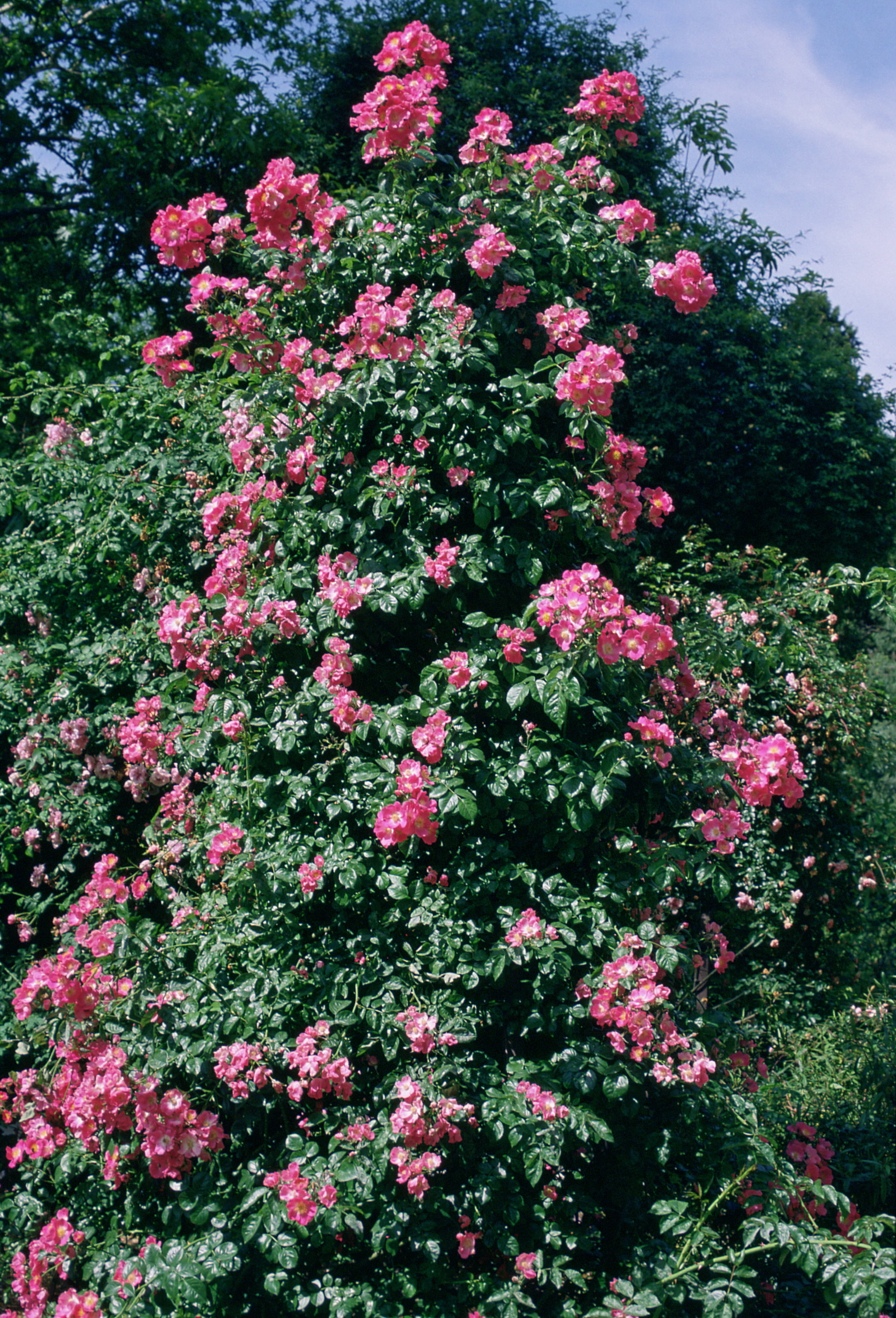
'Skyrocket', Kordes 1934
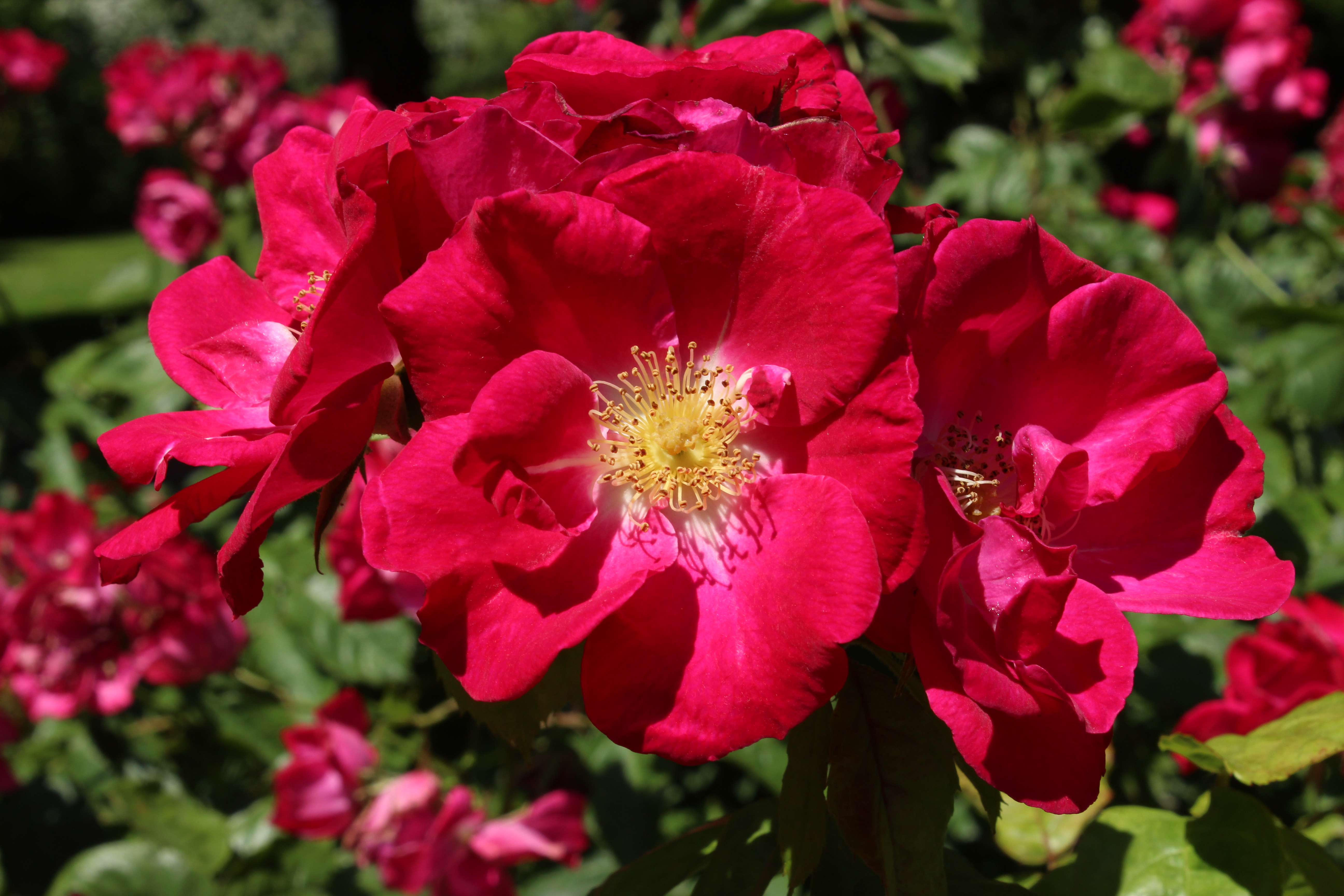
'Eva', Kordes 1937
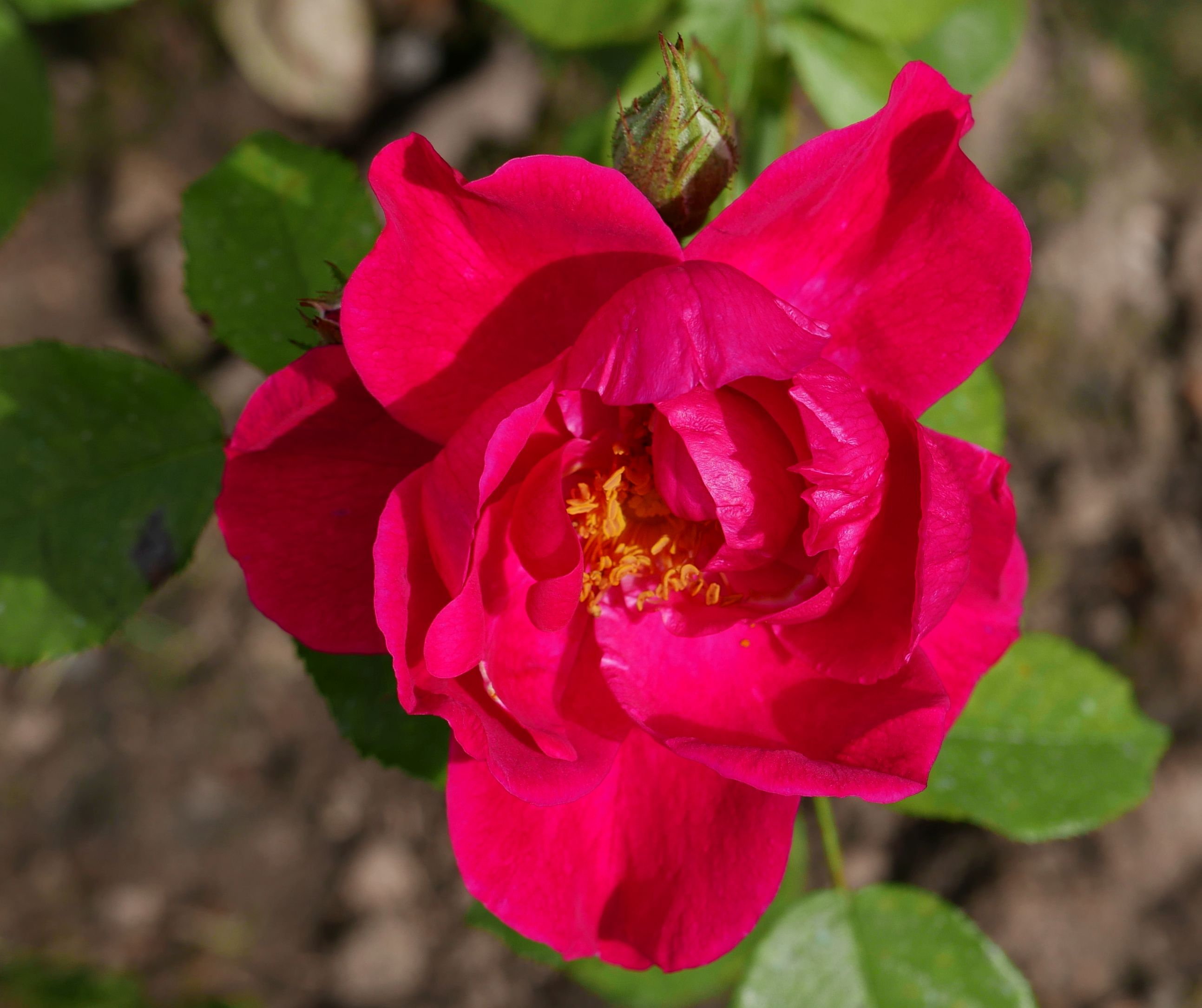
'Sangerhausen', Kordes 1938
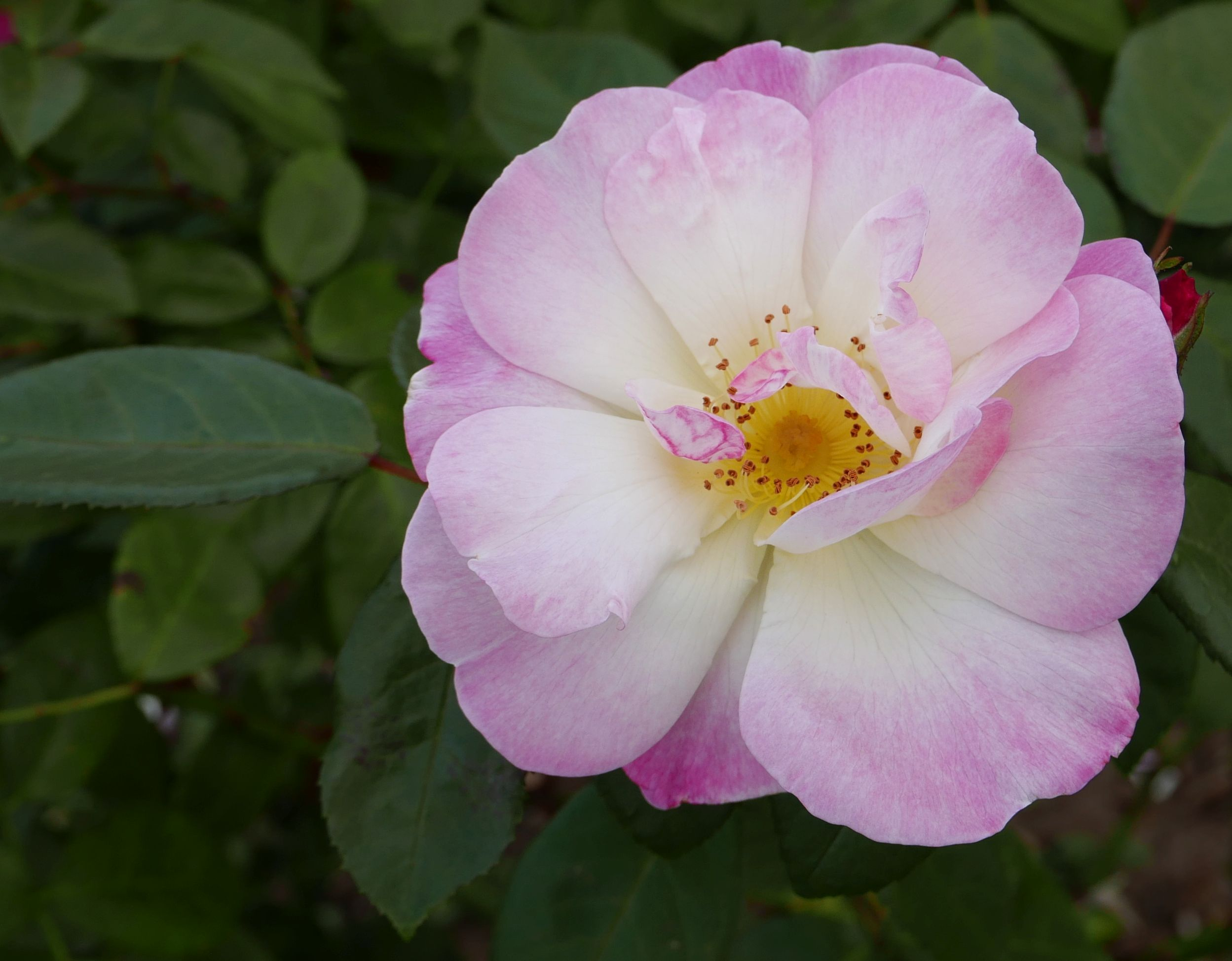
'Erfurt', Kordes 1939
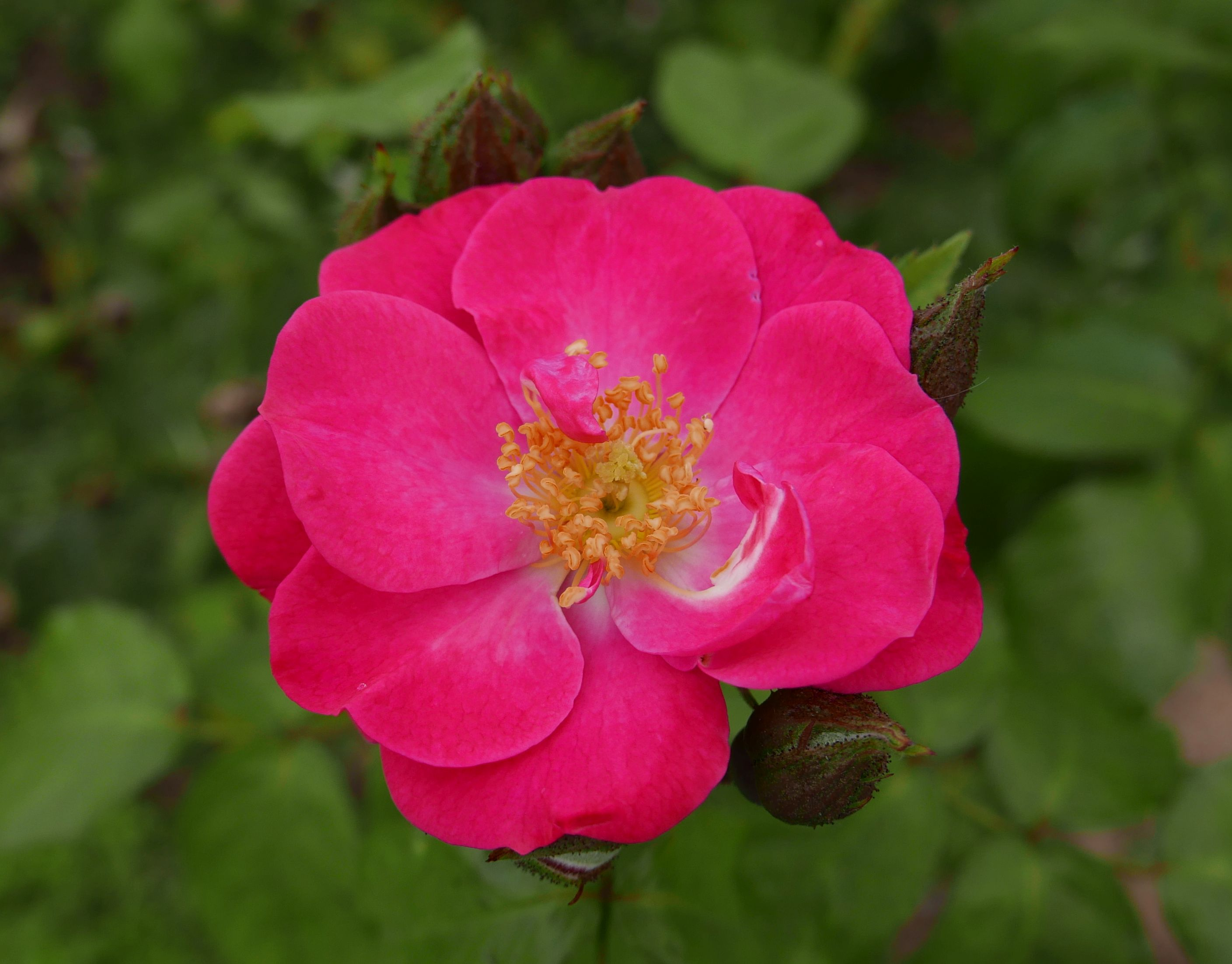
'Leipzig', Kordes 1939
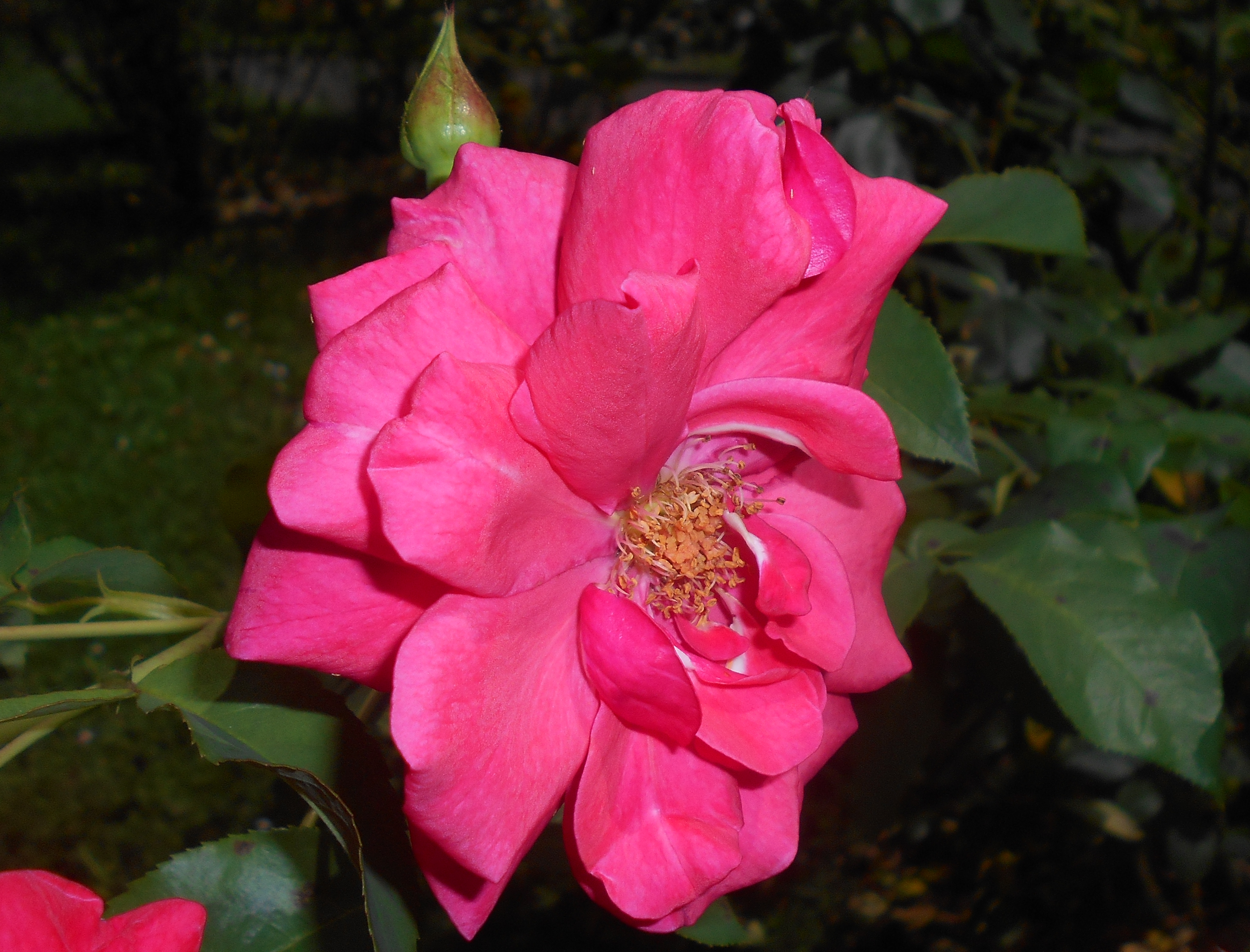
'Bonn', Kordes 1950
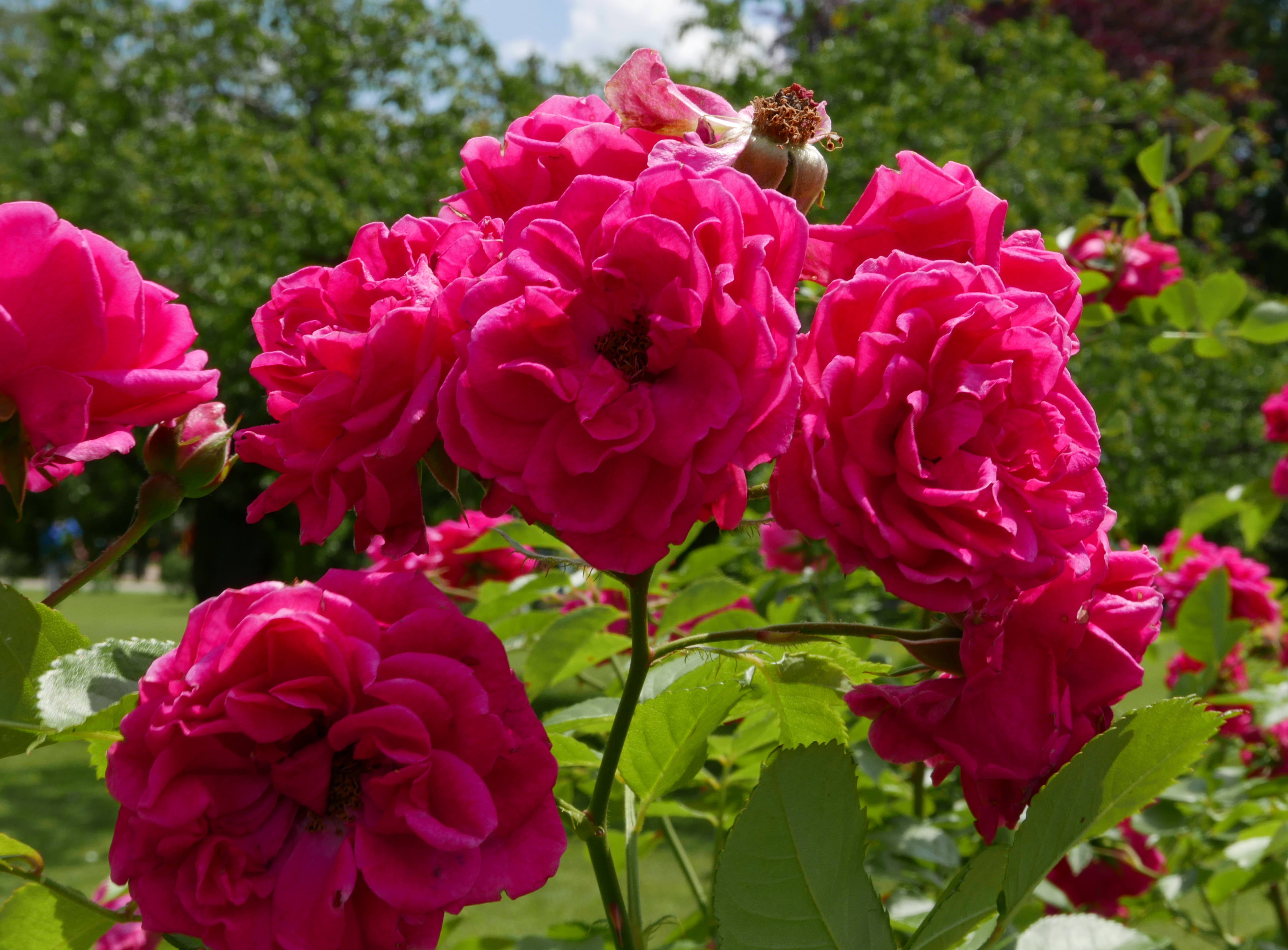
'Elmshorn', Kordes 1951

### Muskushybriden van Louis Lens (selectie)

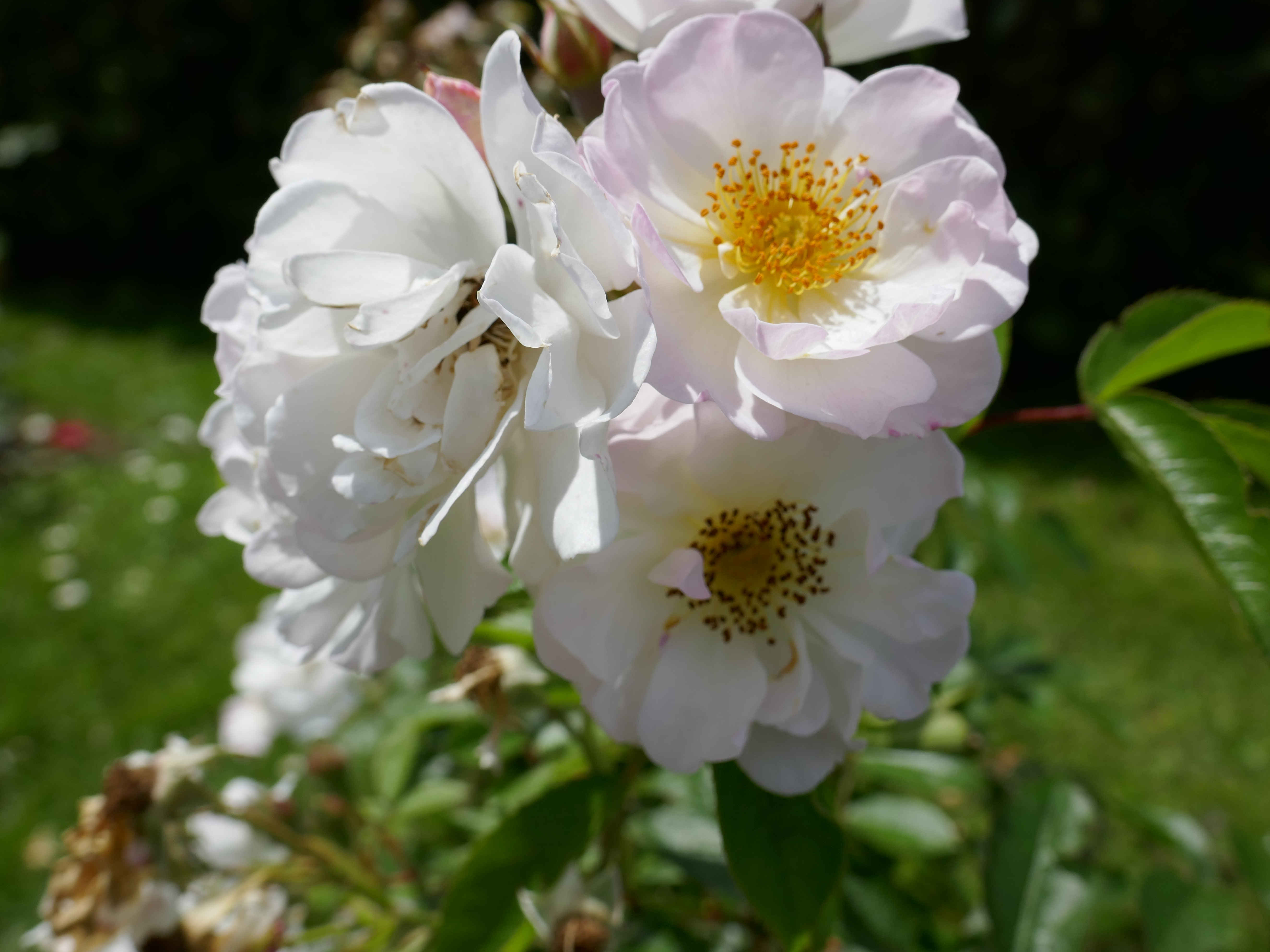
'Merle Blanc', Lens 1985
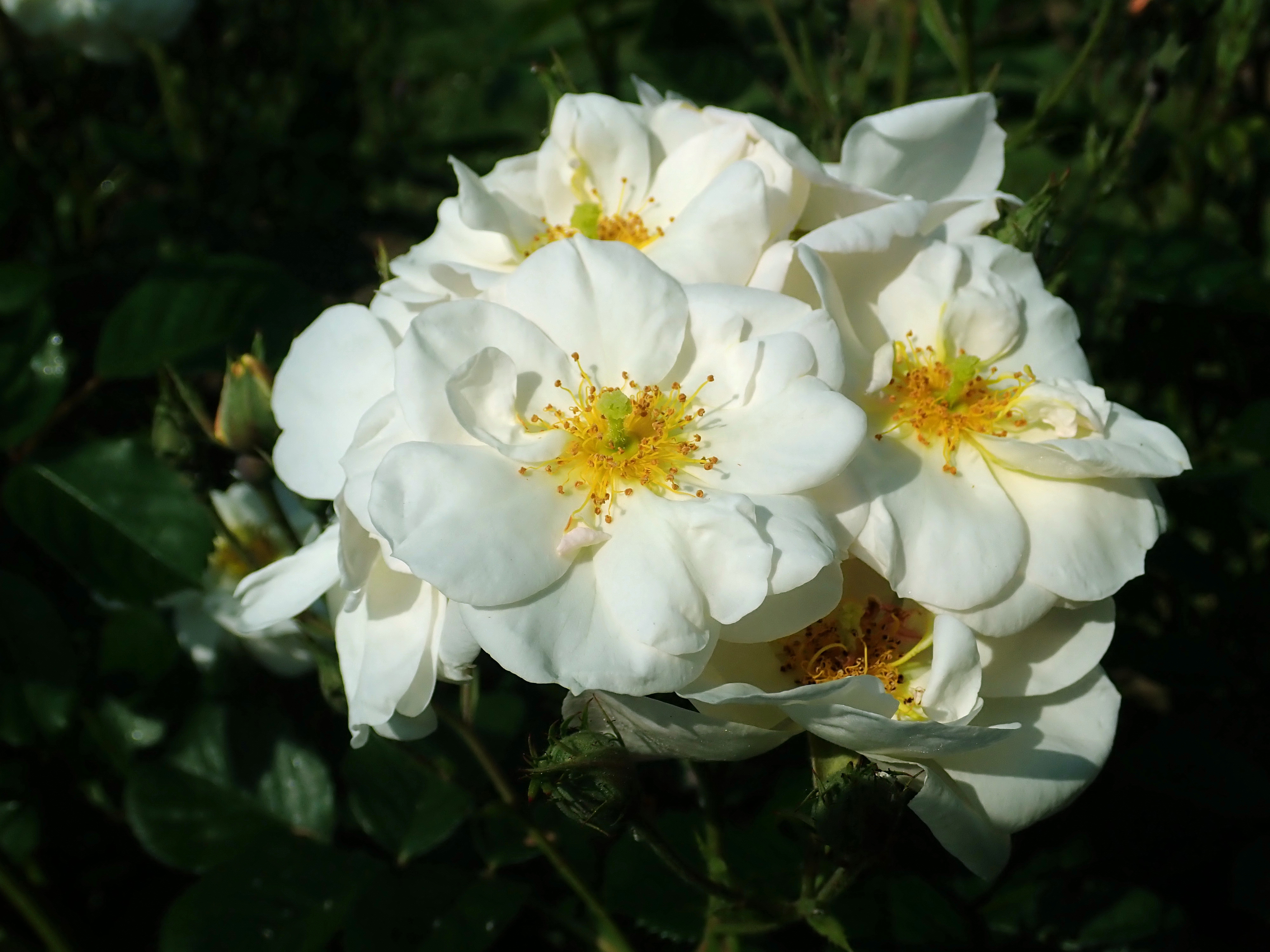
'Omi Oswald', Lens 1988
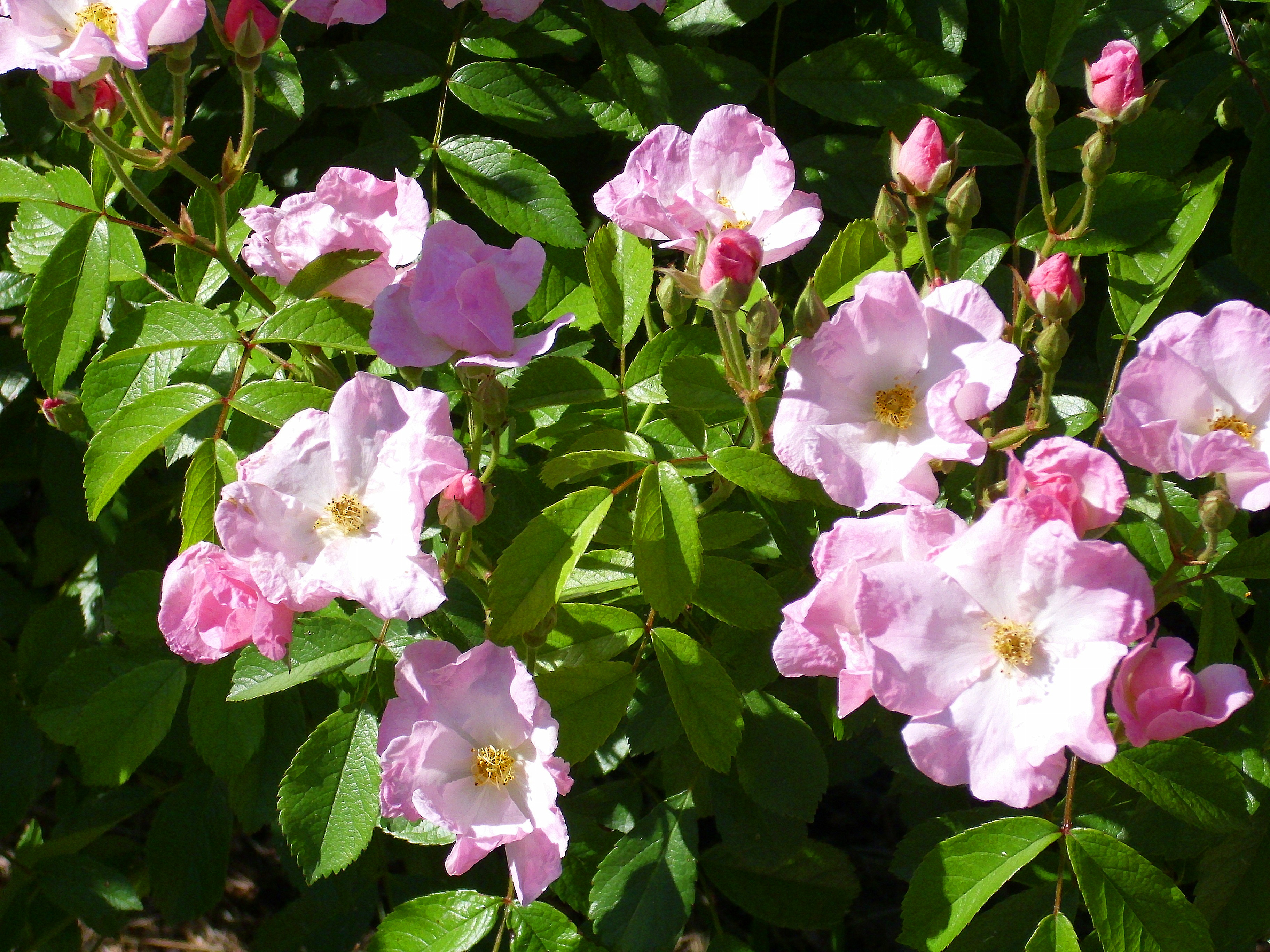
'Frisson Frais', Lens 1990
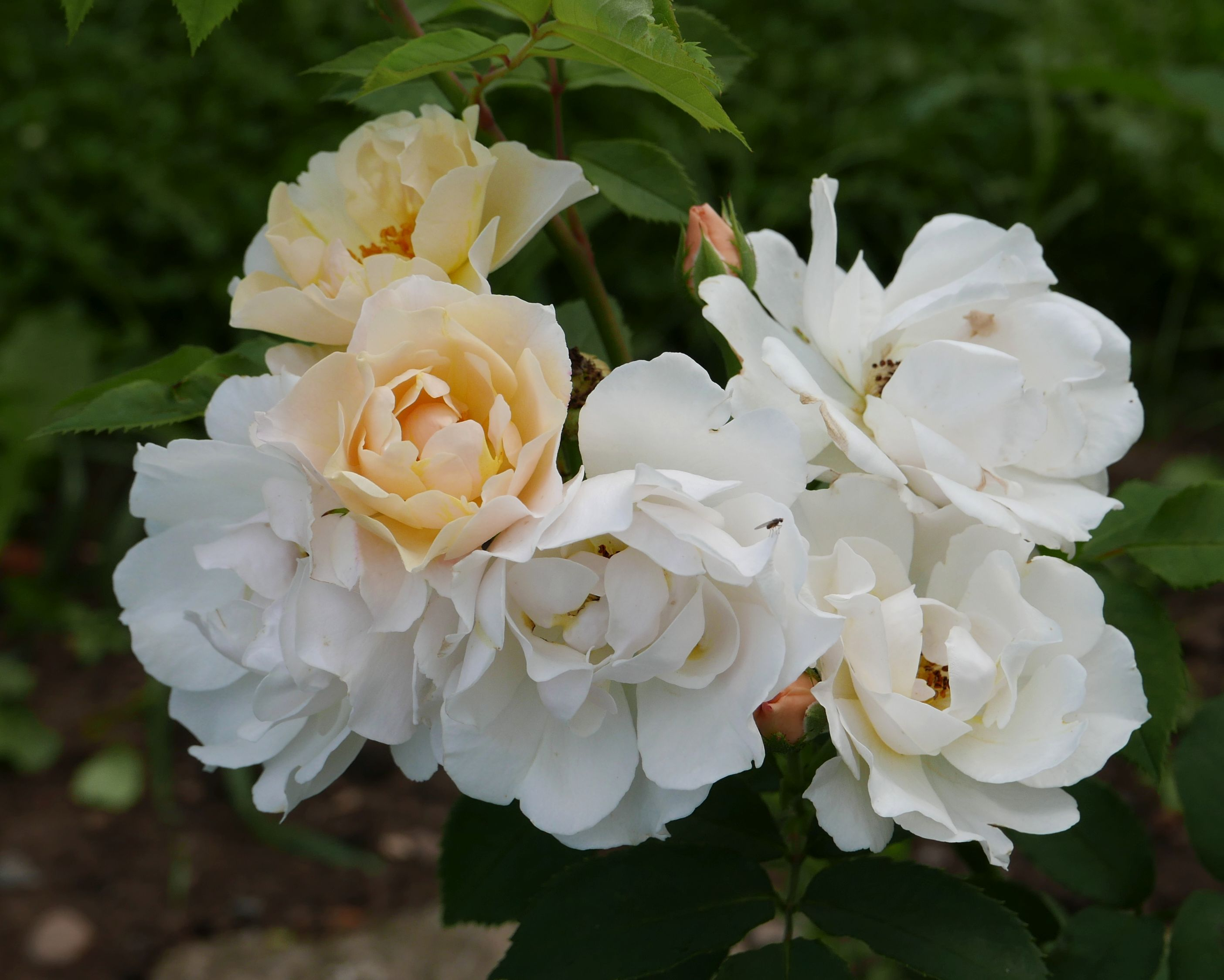
'Feeling', Lens 1992
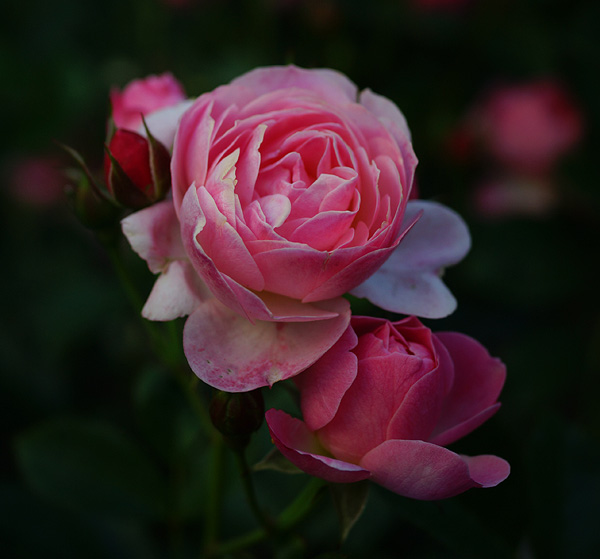
'Walferdange', Lens 1992
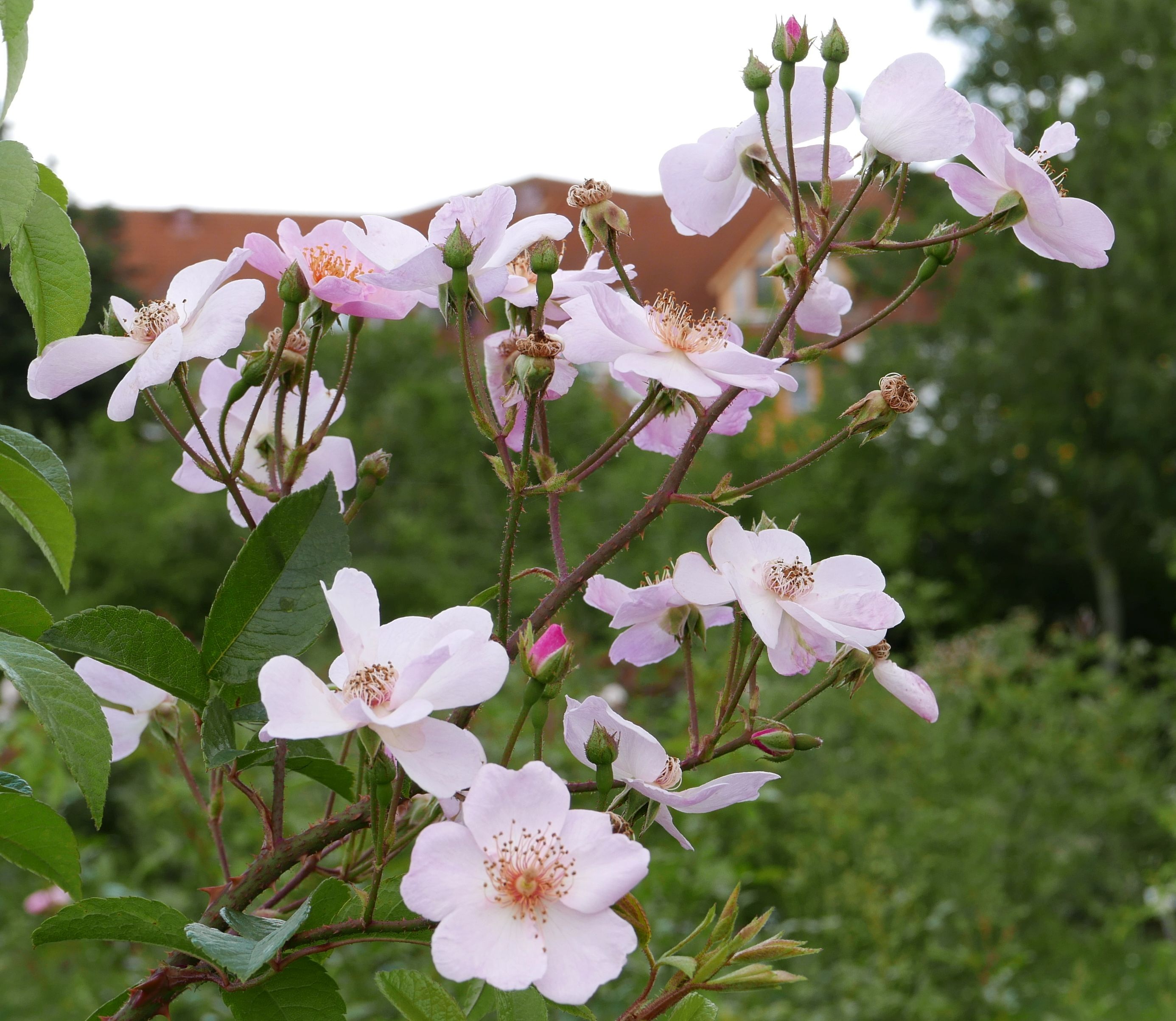
'Brigitte de Villenfagne', Lens 1993
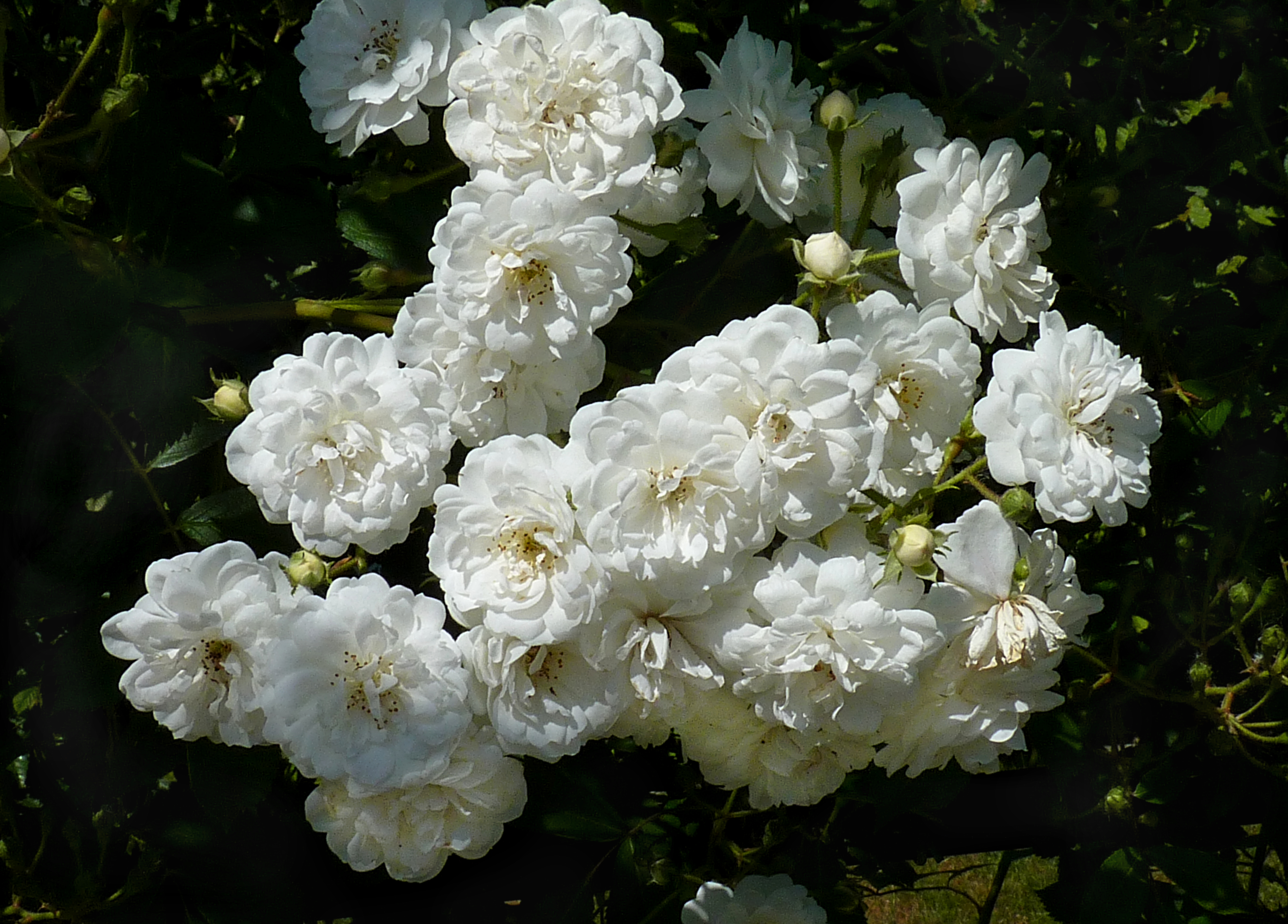
'Guirlande d'amour', Lens 1993
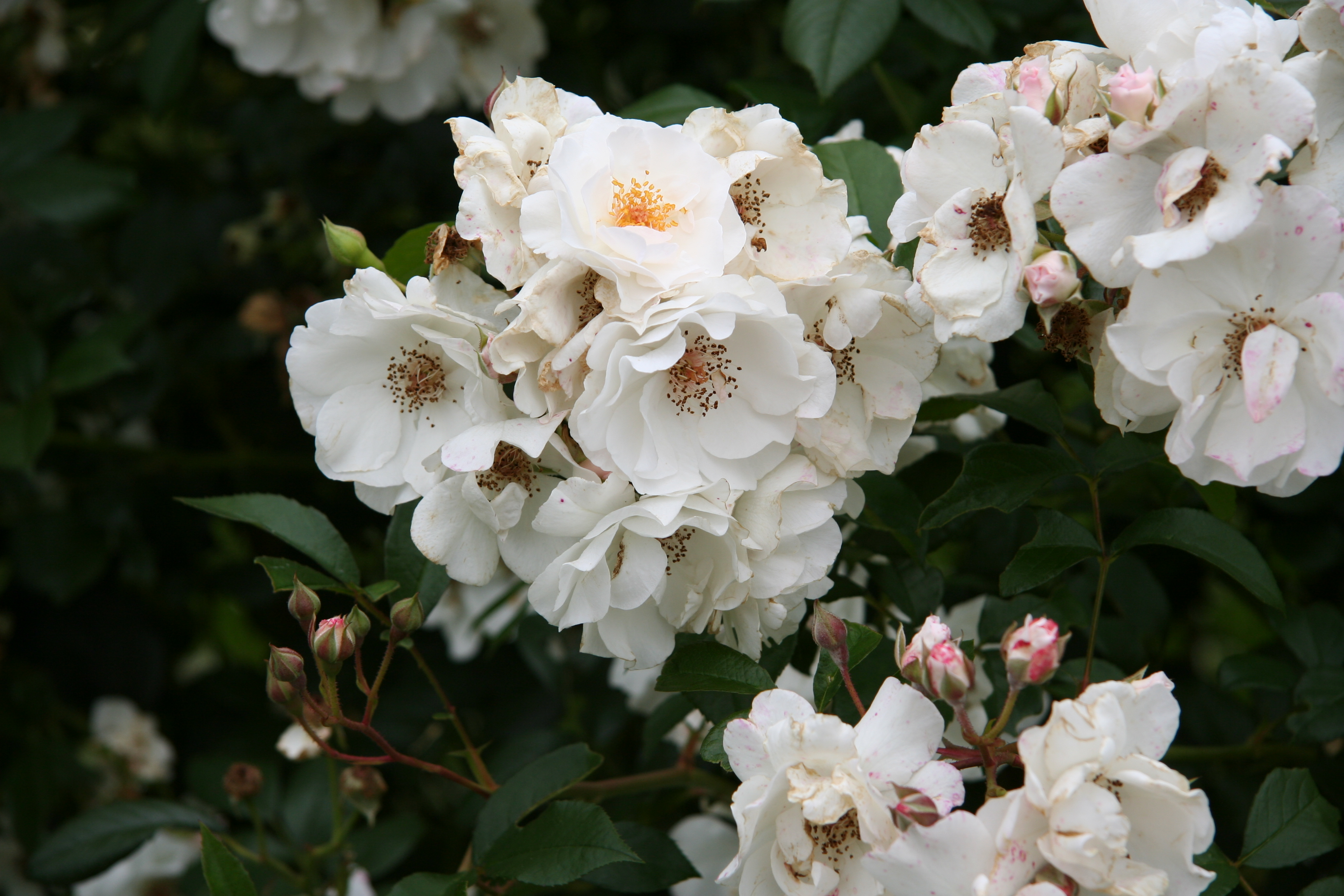
'Jacqueline Humery', Lens 1995
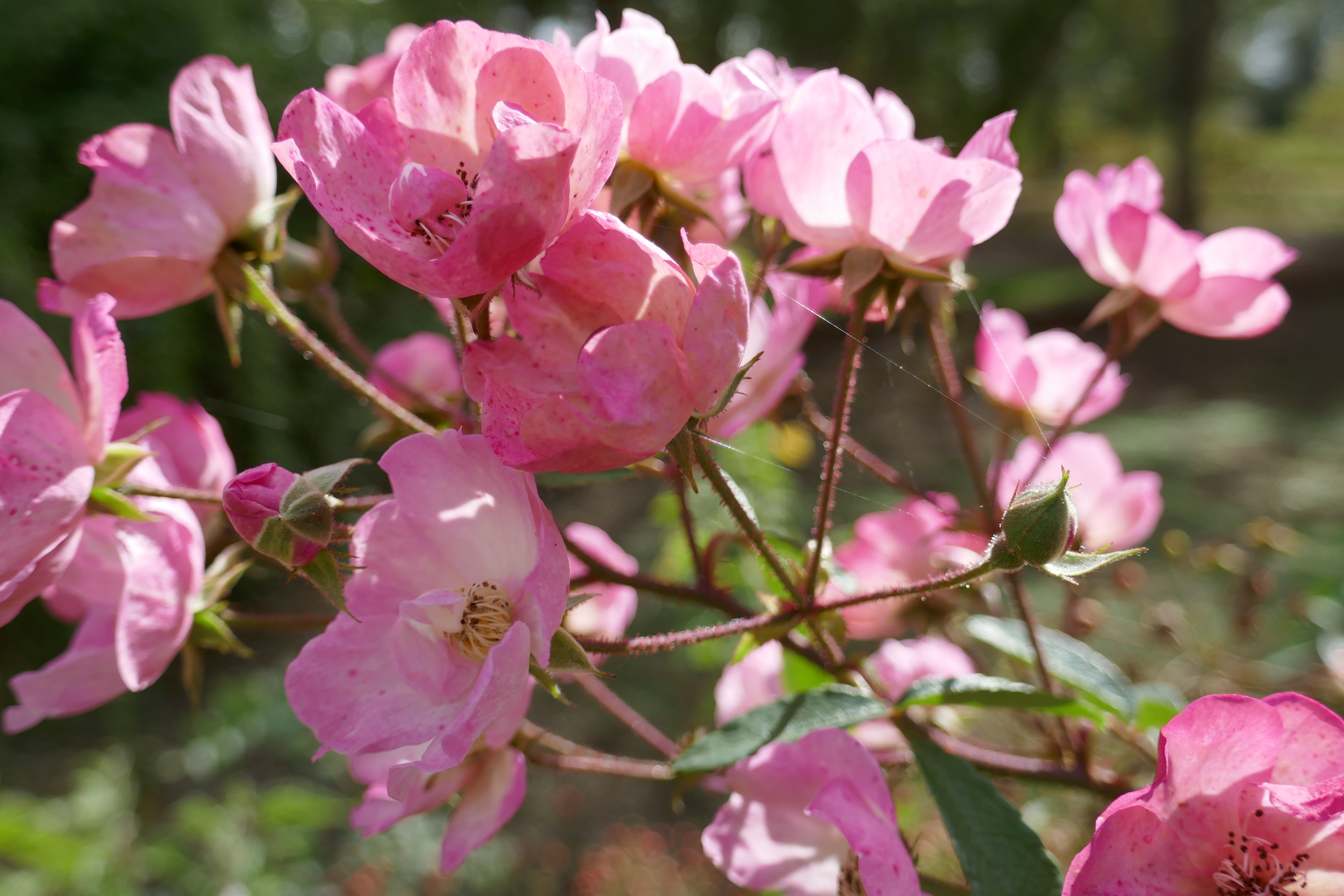
'Alden Biesen', Lens 1996
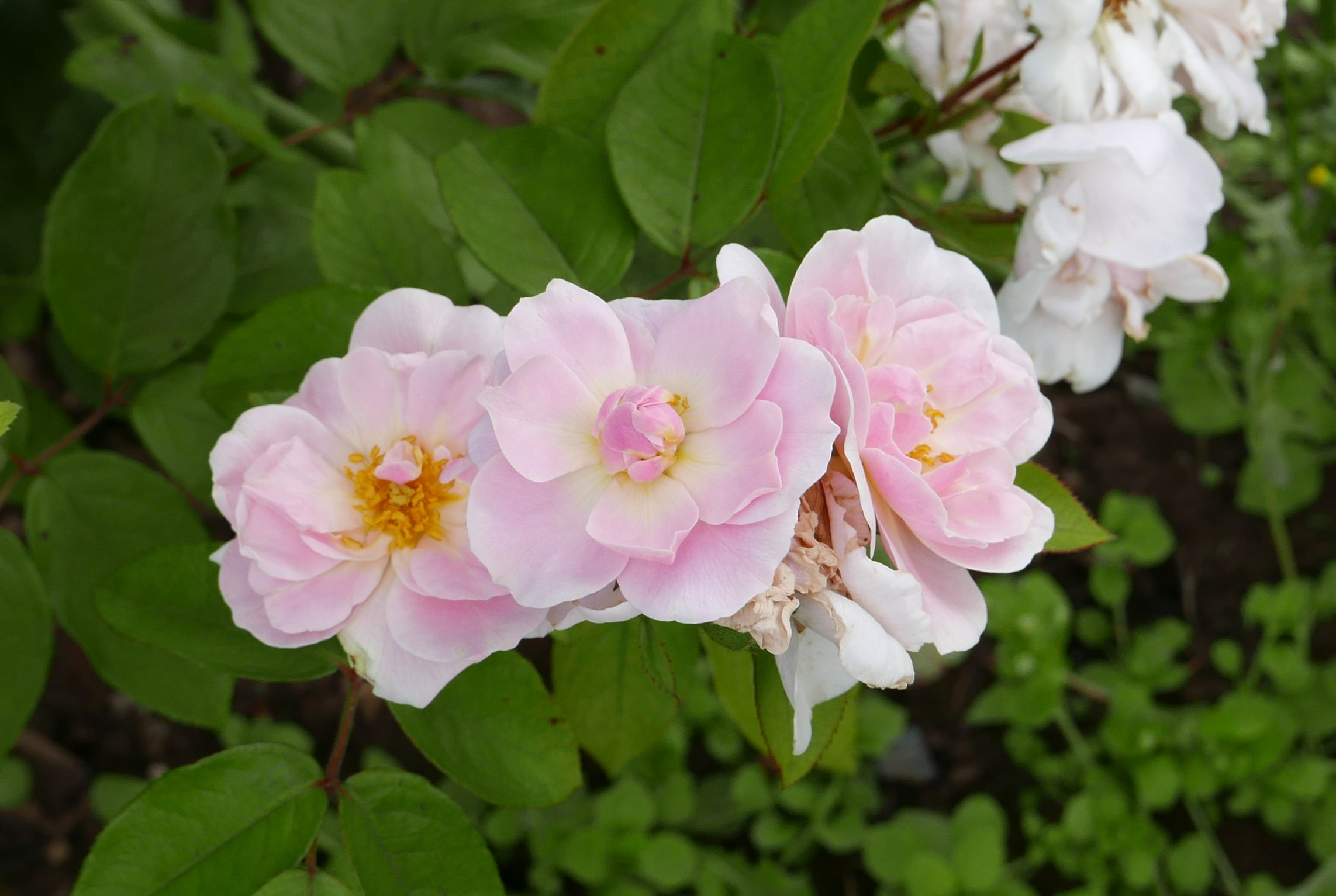
'Sourire Rose', Lens 1996
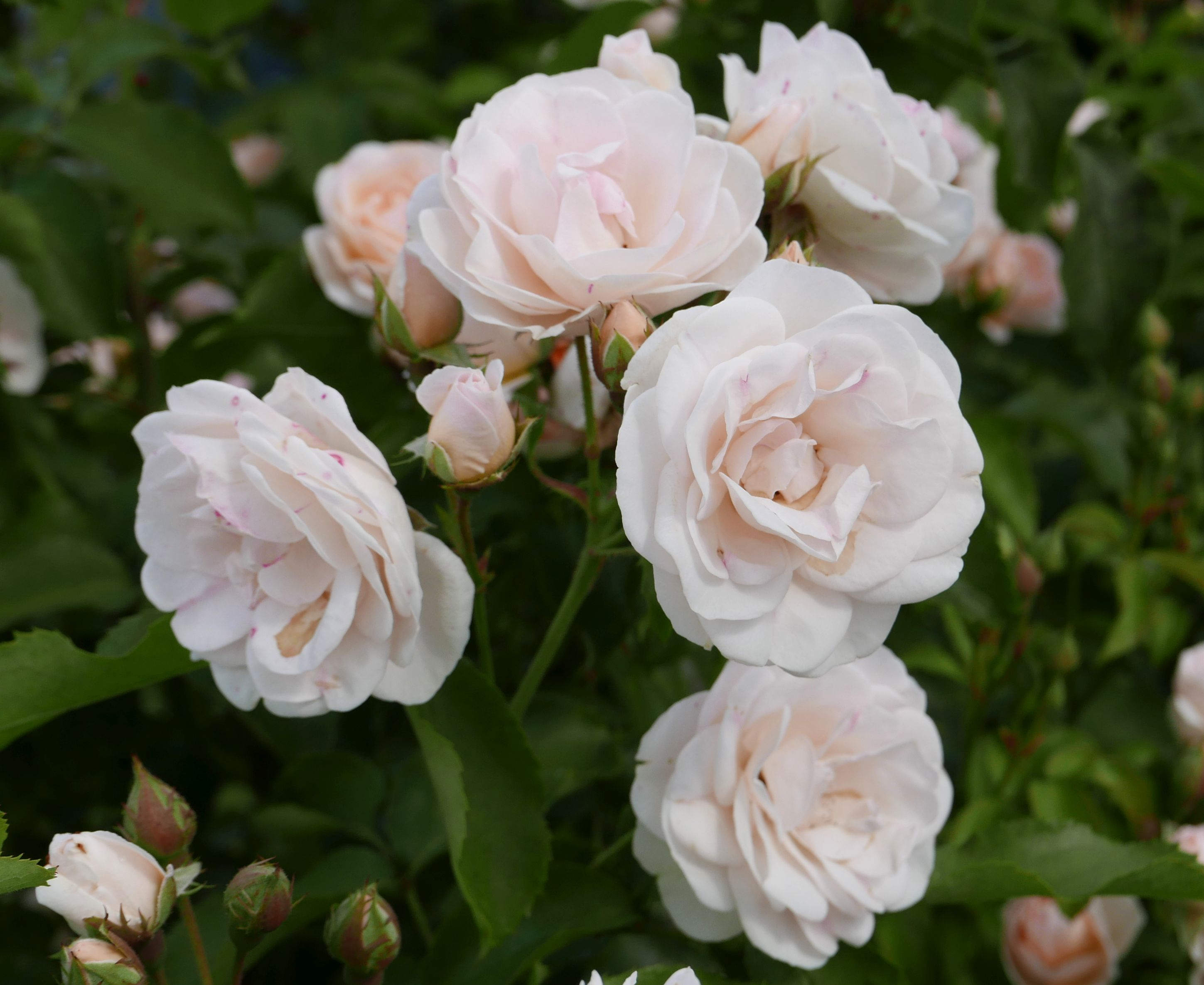
'Easy to cut', Lens 1997
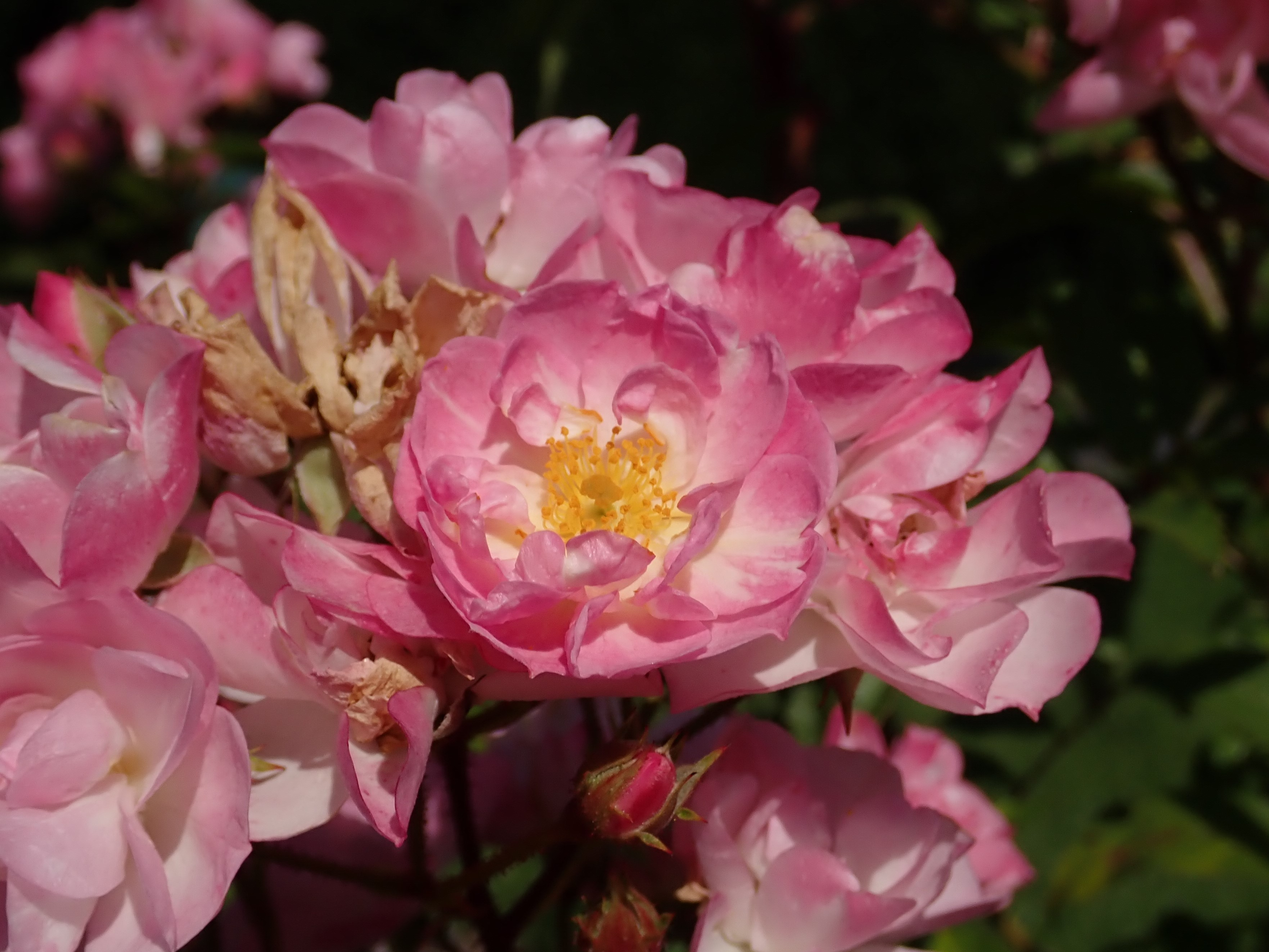
'Heavenly Pink', Lens 1997
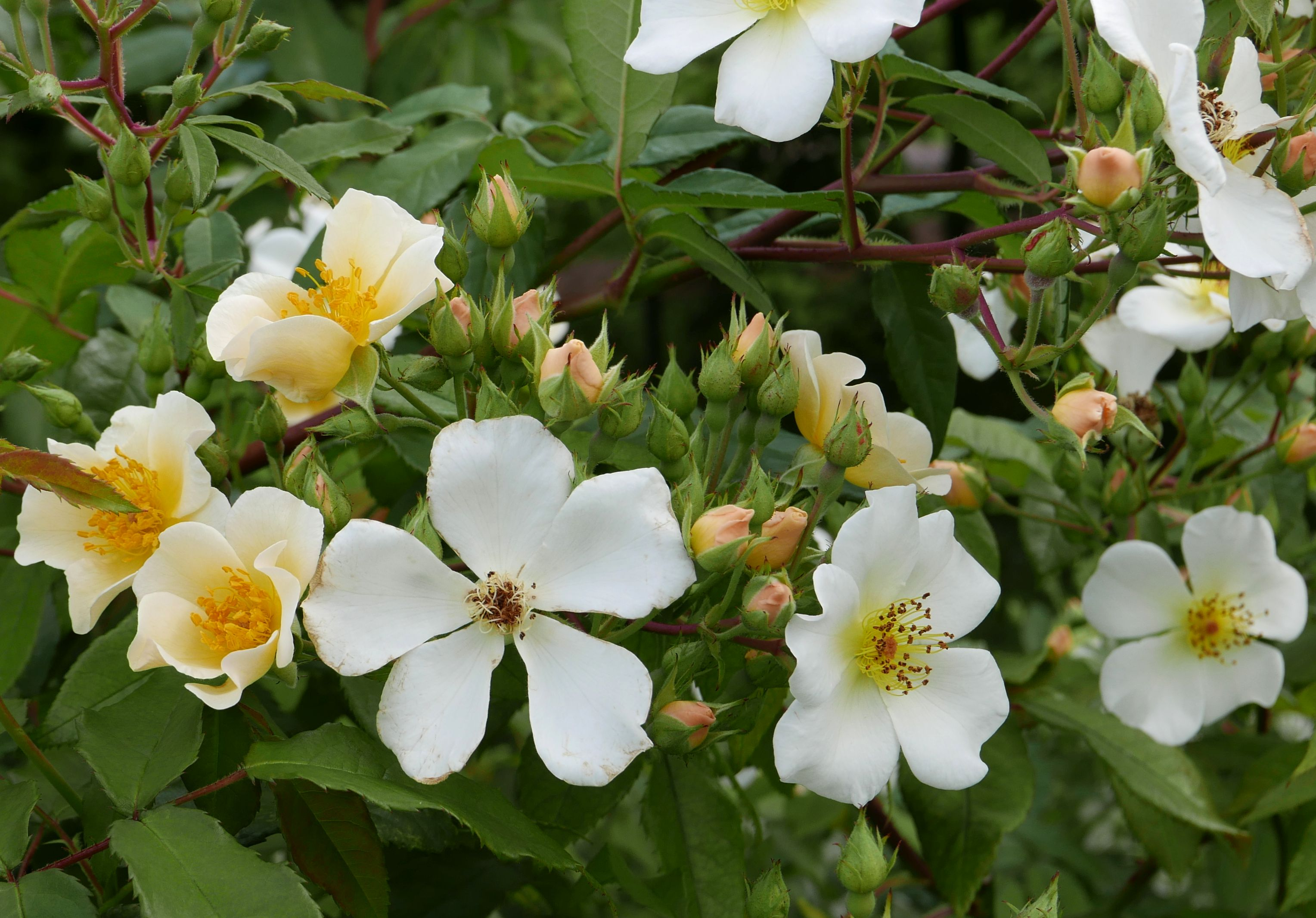
'Rosalita', Lens 1997
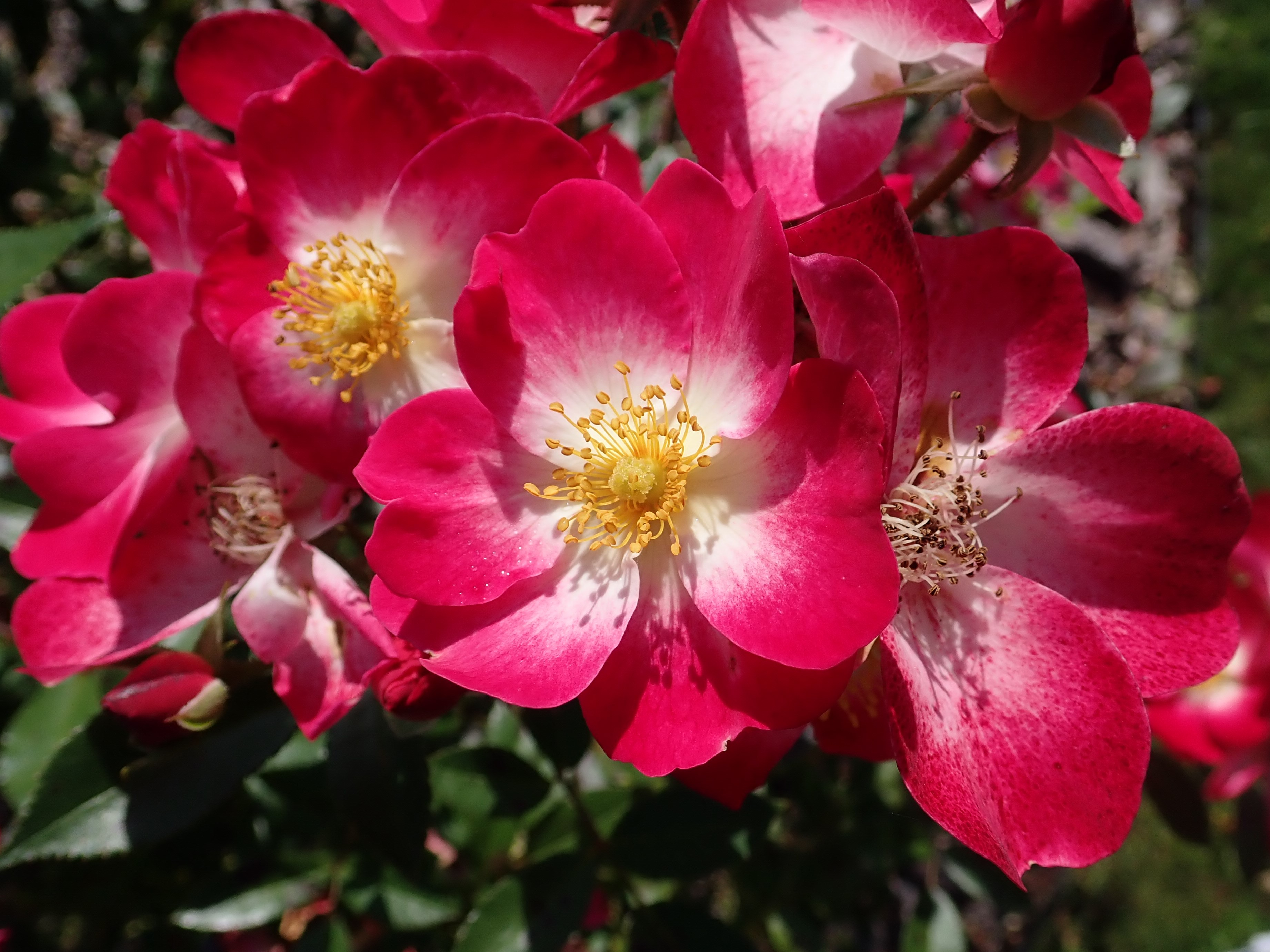
'Bukavu', Lens 1998
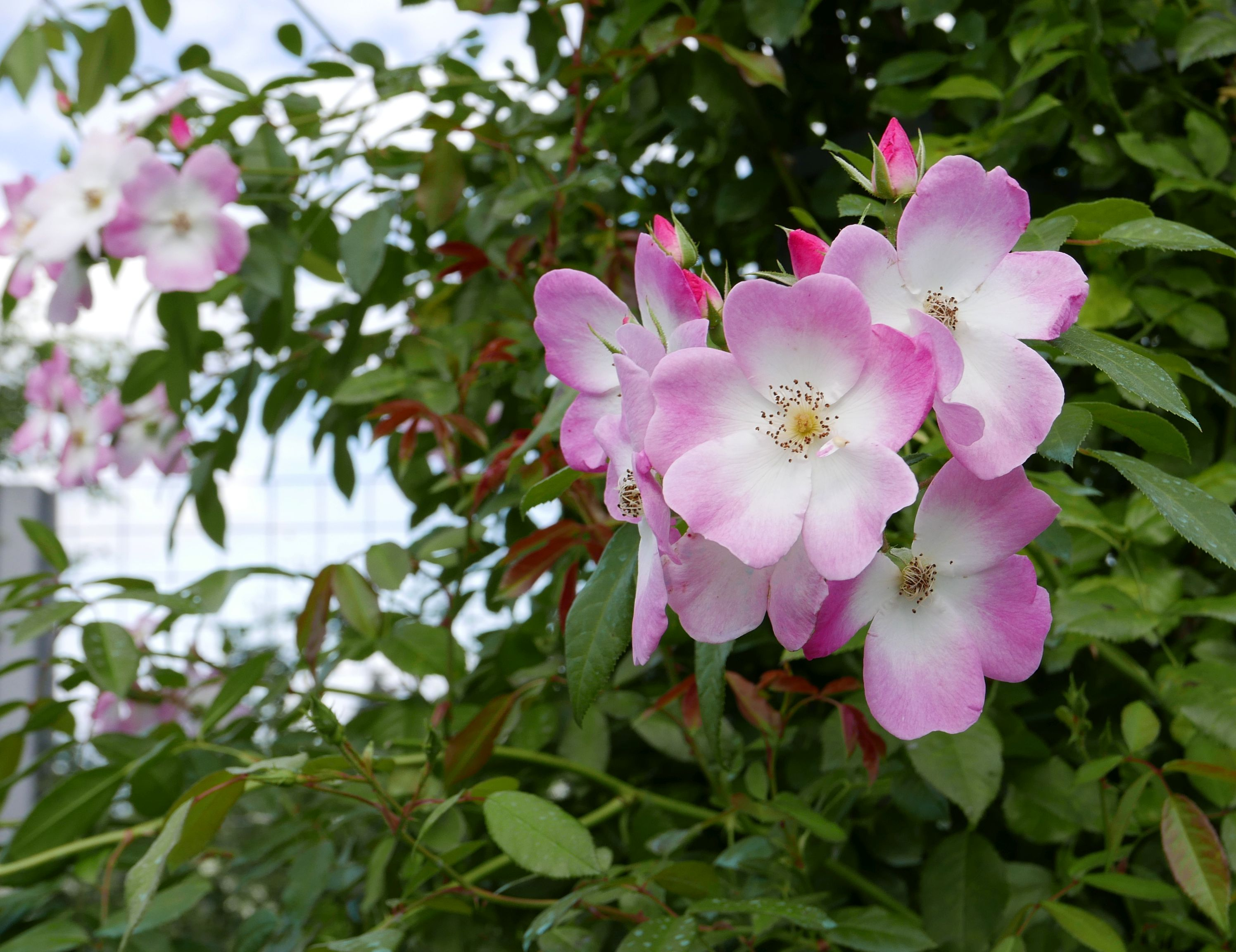
'Juliana von Stolberg', Lens 1999
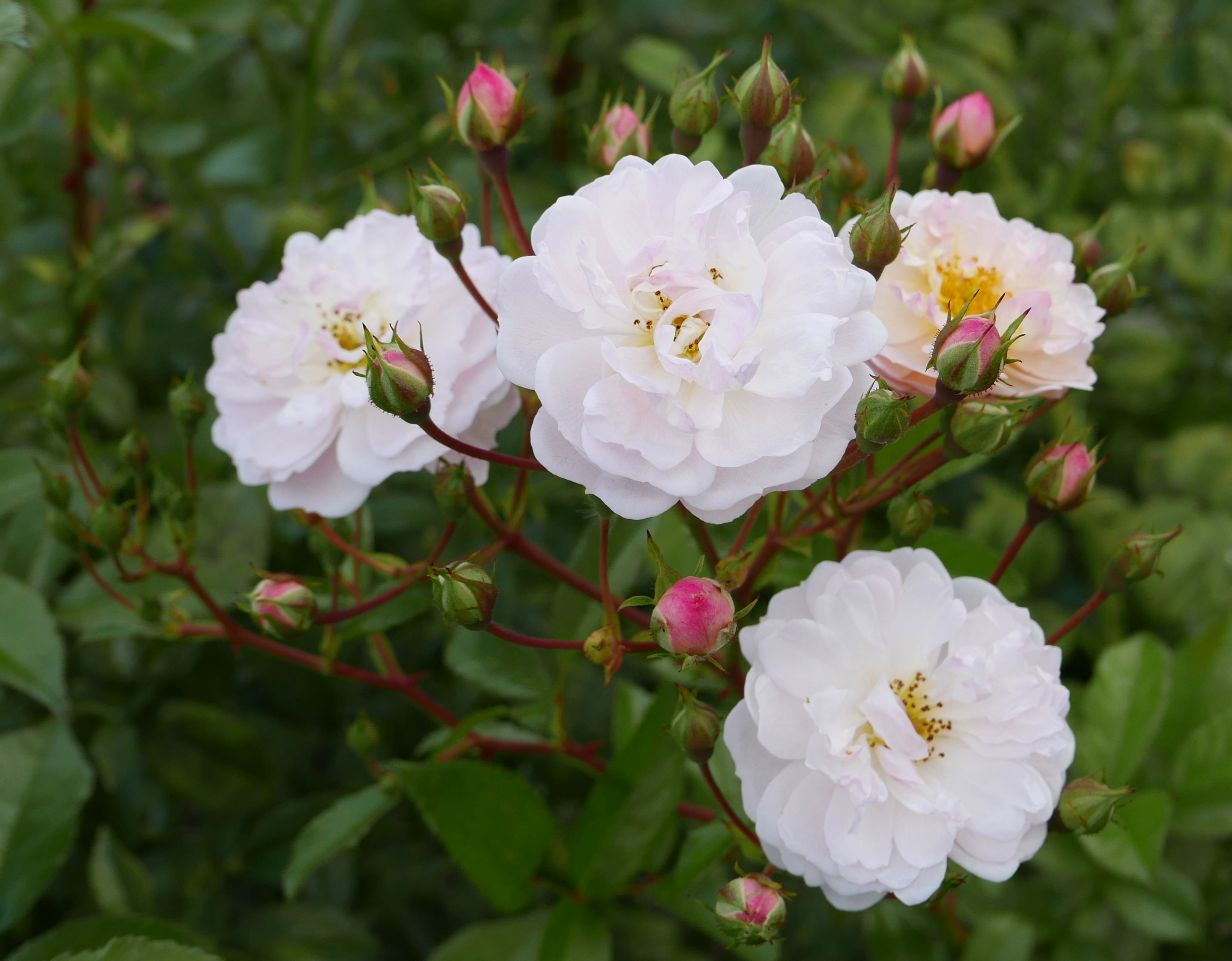
'Annelies', Lens 2000

### Muskushybriden van Ann Velle-Boudolf (selectie)

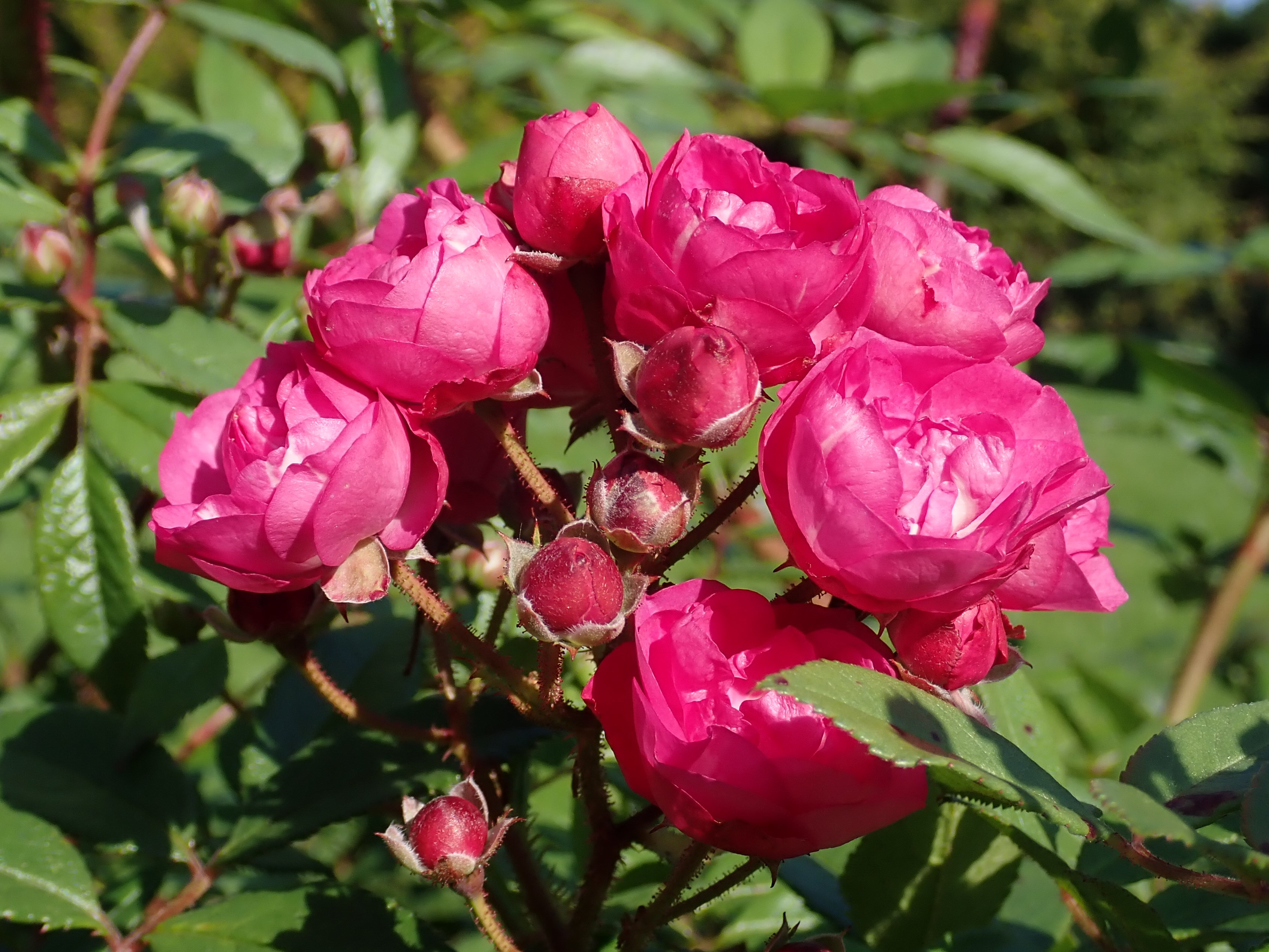
'Dinky', Boudolf 2002
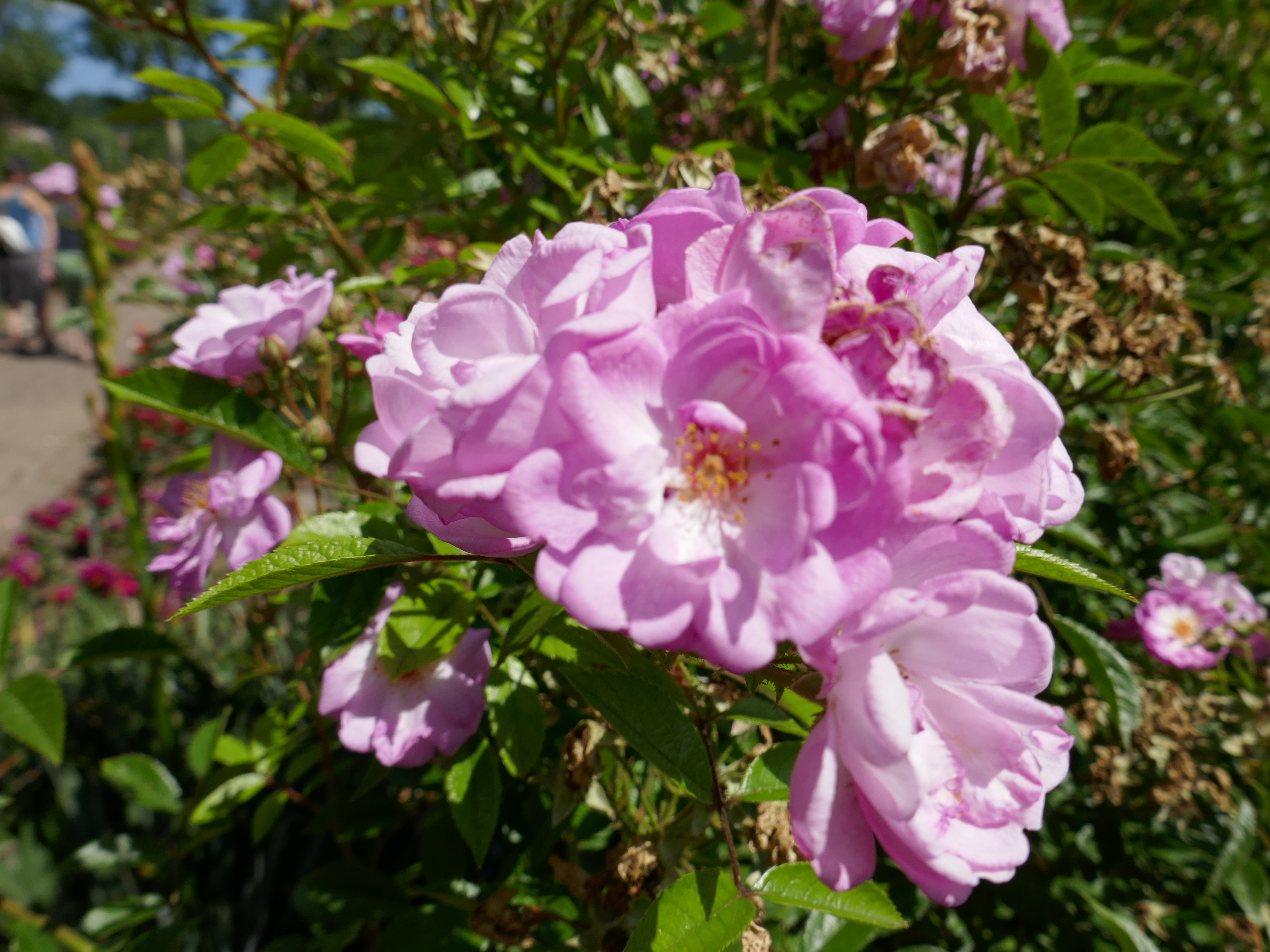
'Gaard um Titzebierg', Boudolf 2005
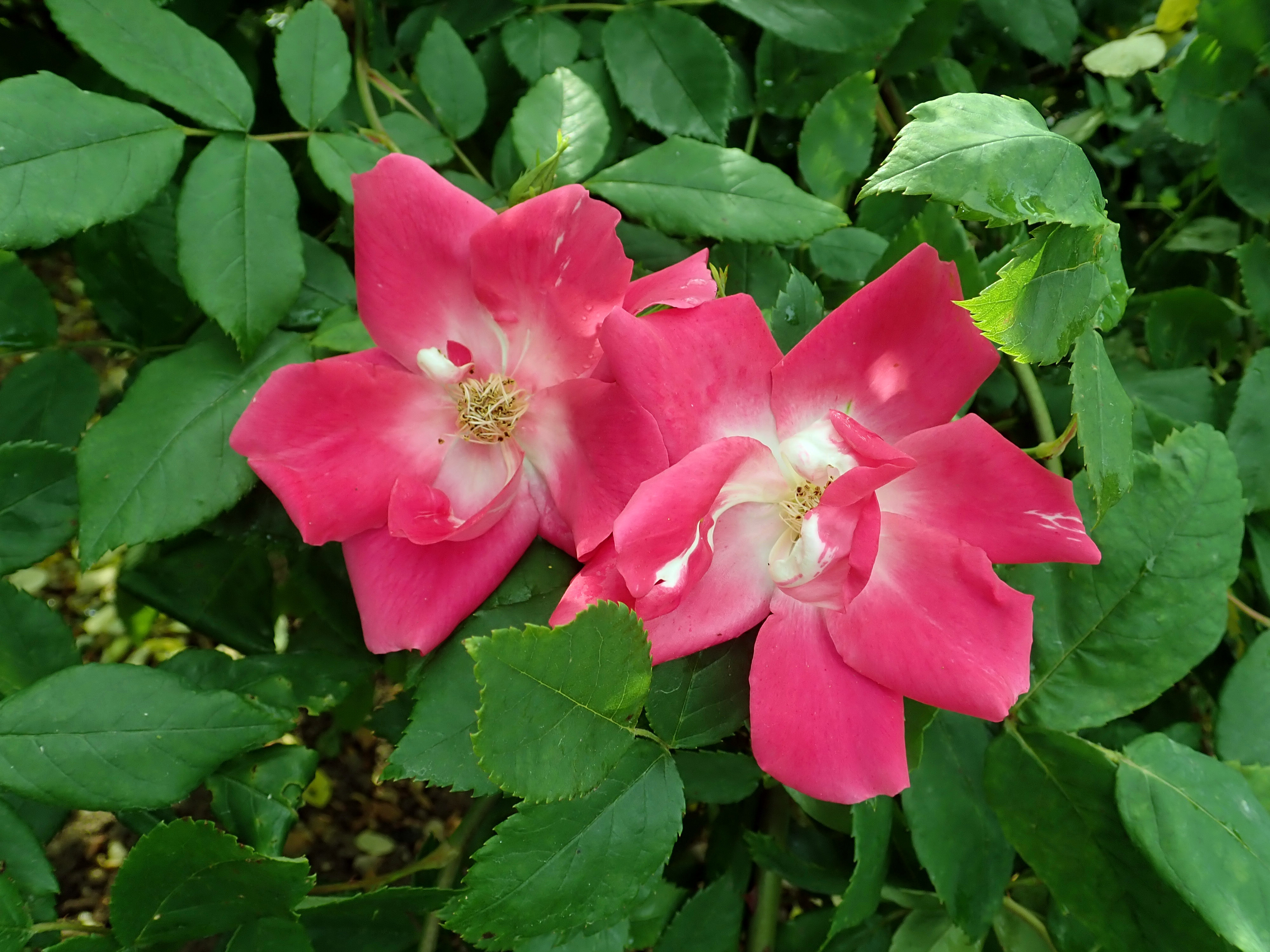
'Laurent Nicolas', Boudolf 2009
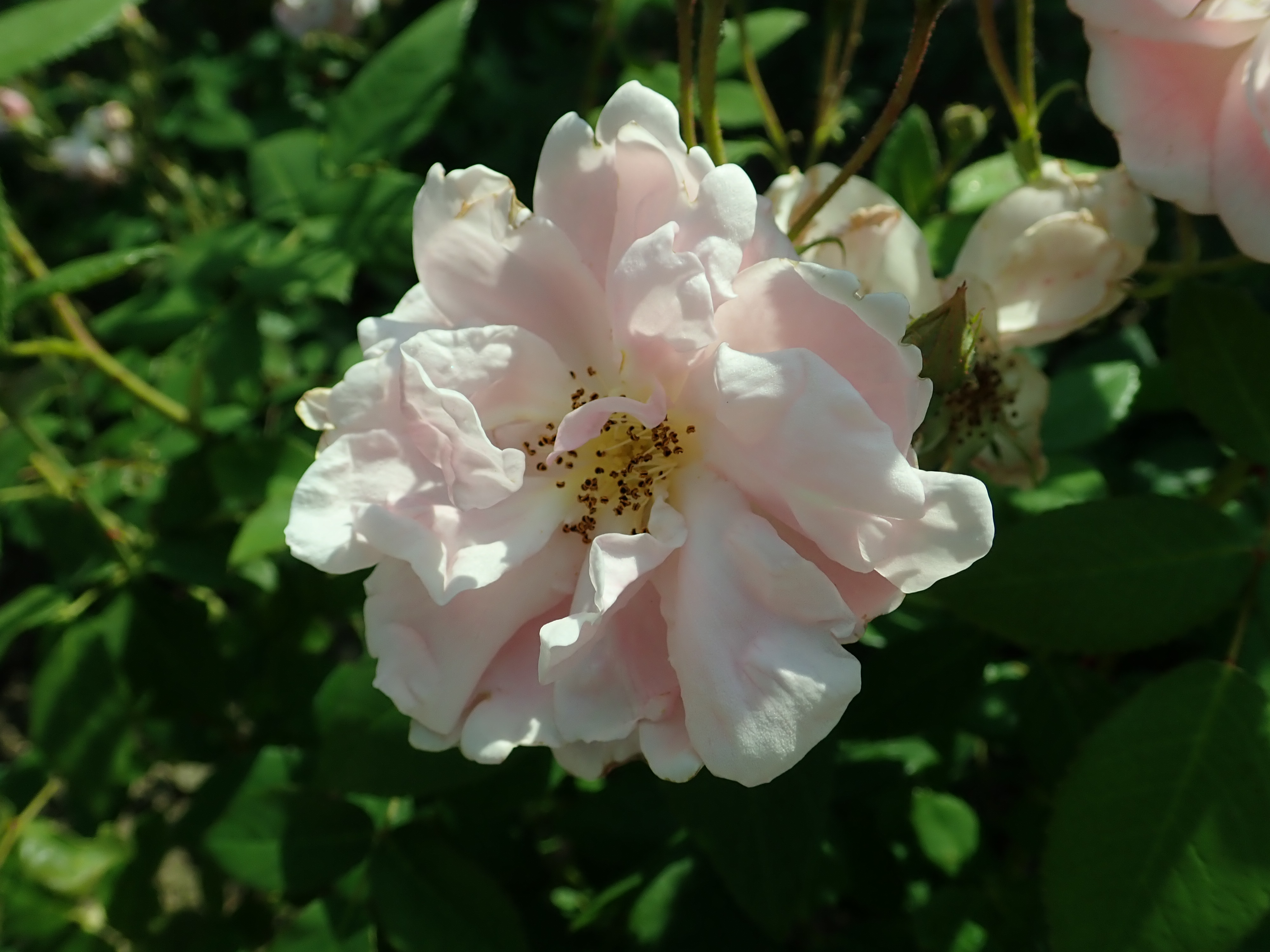
'Eilike', Boudolf 2013
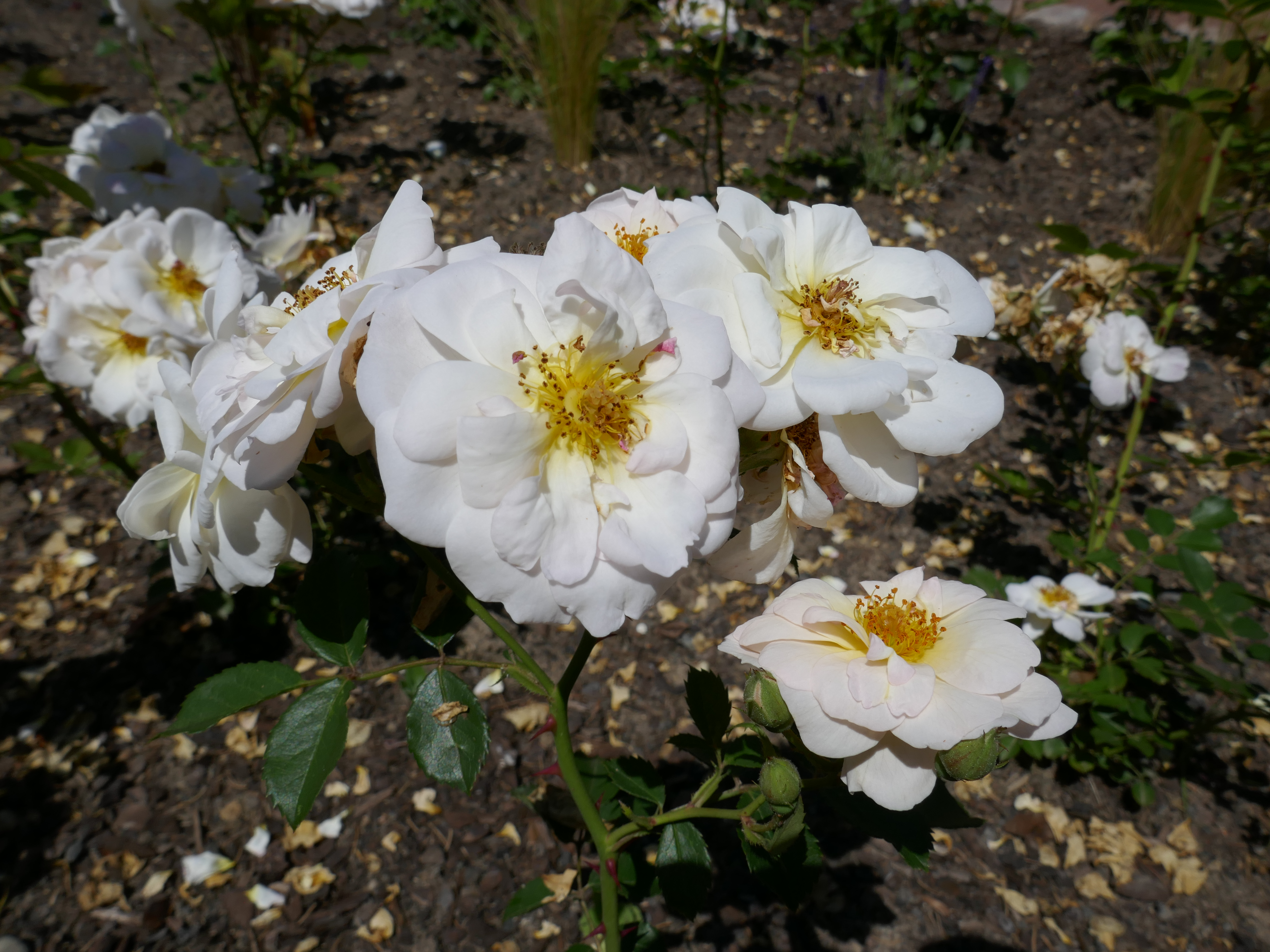
'Comtesse André d'Oultremont', Boudolf 2016

### Muskushybriden van andere veredelaars (selectie)

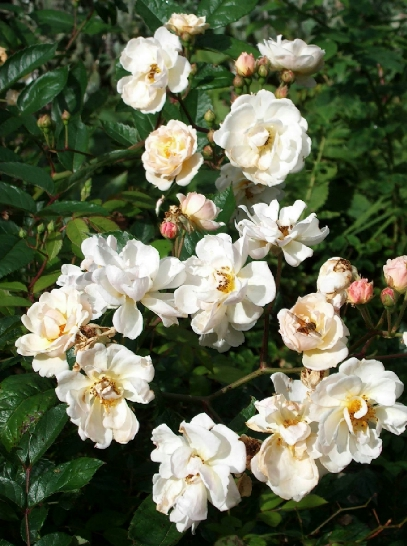
'Trier', Lambert 1904
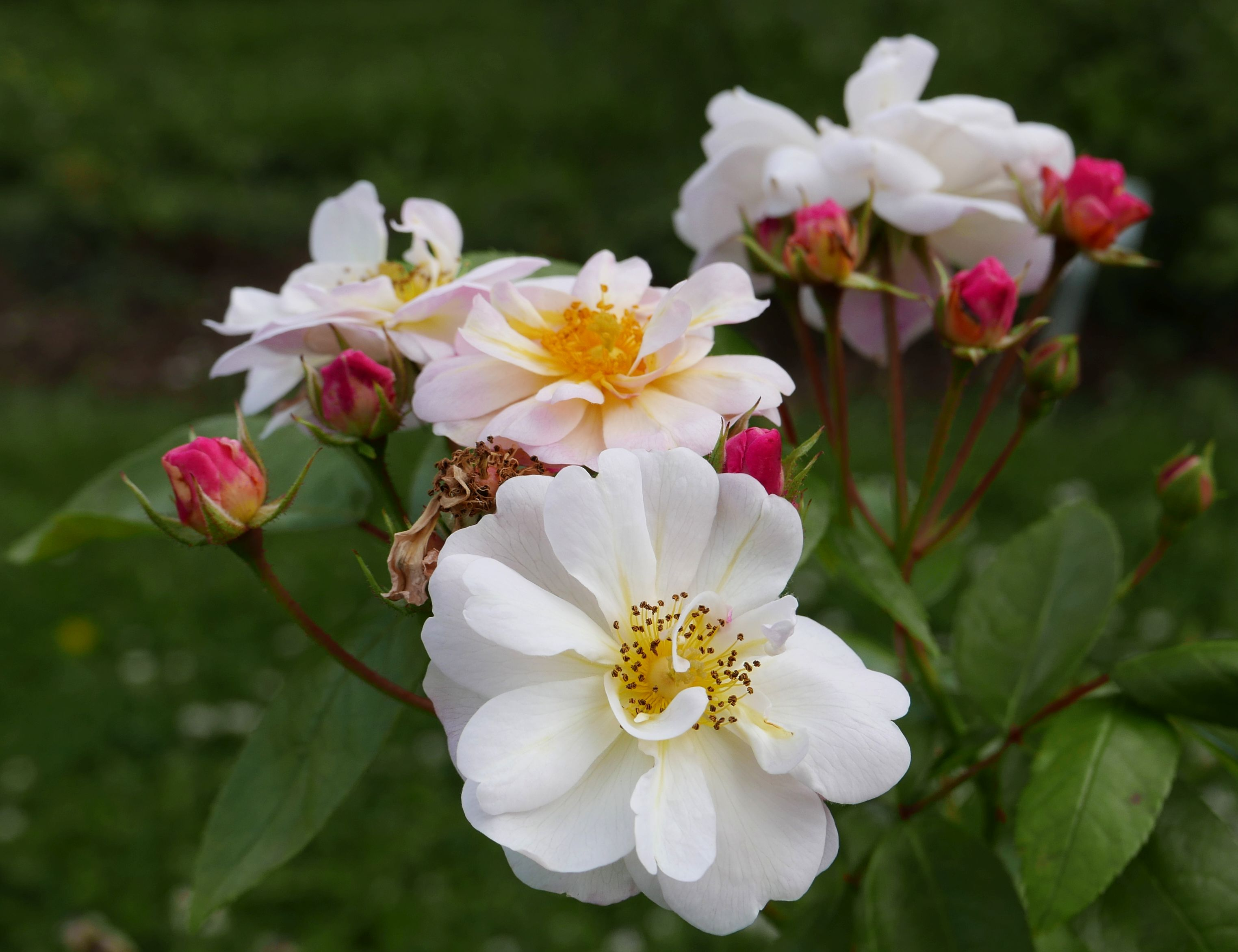
'Queen of the Musk', G.Paul 1913
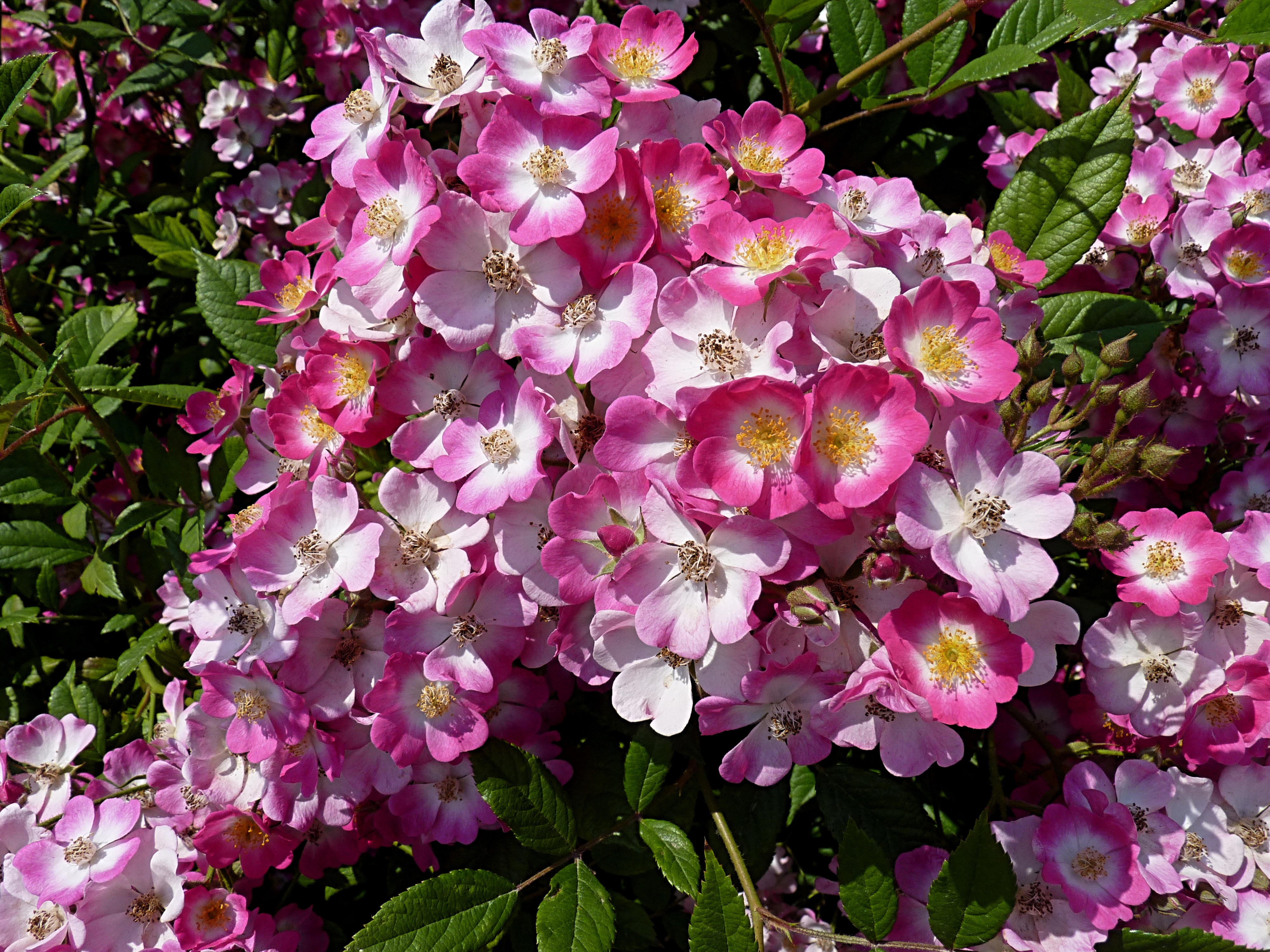
'Mozart', Lambert 1937
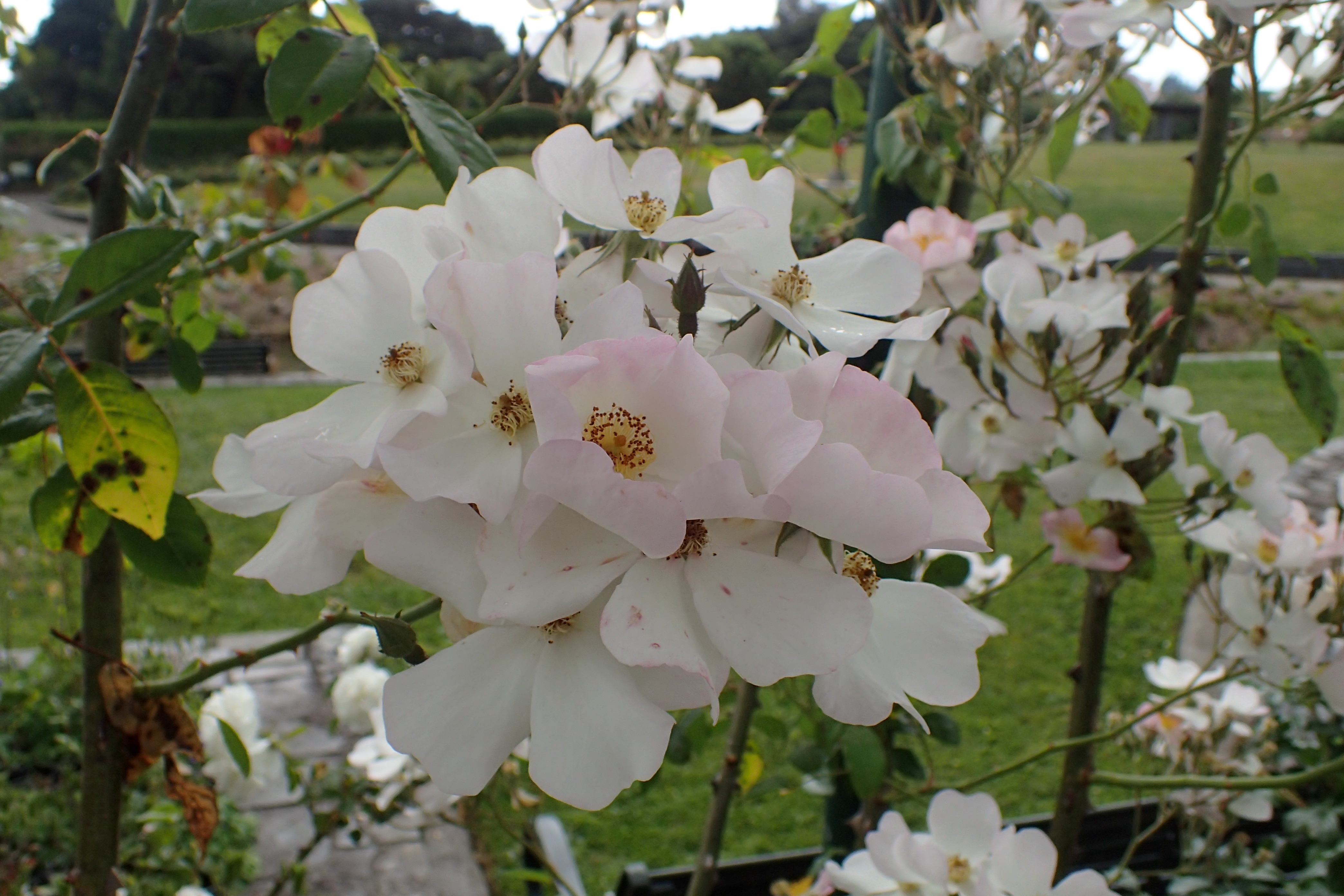
'Francis E. Lester', Lester Rose Gardens 1946
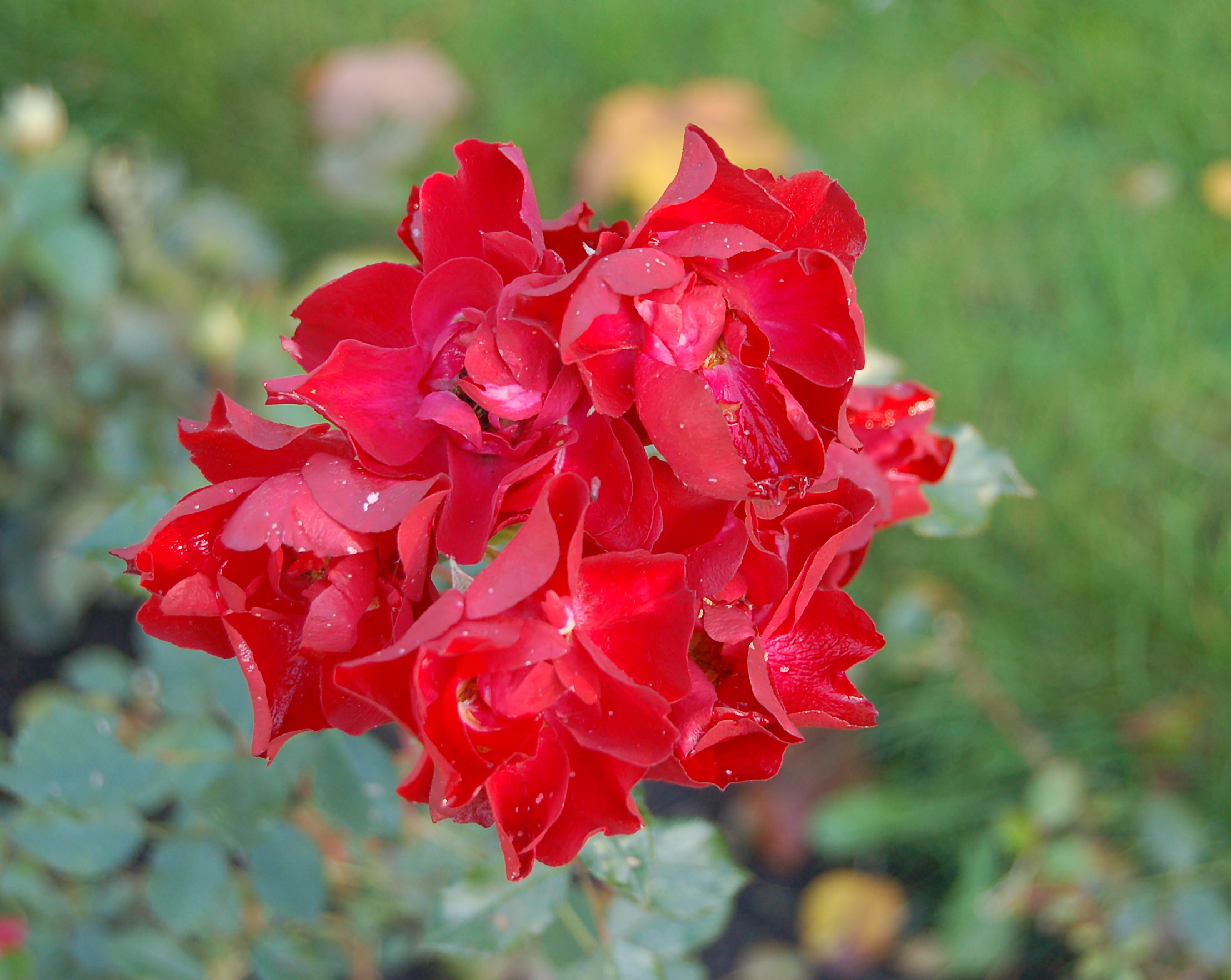
'Lichterloh', Tantau 1955
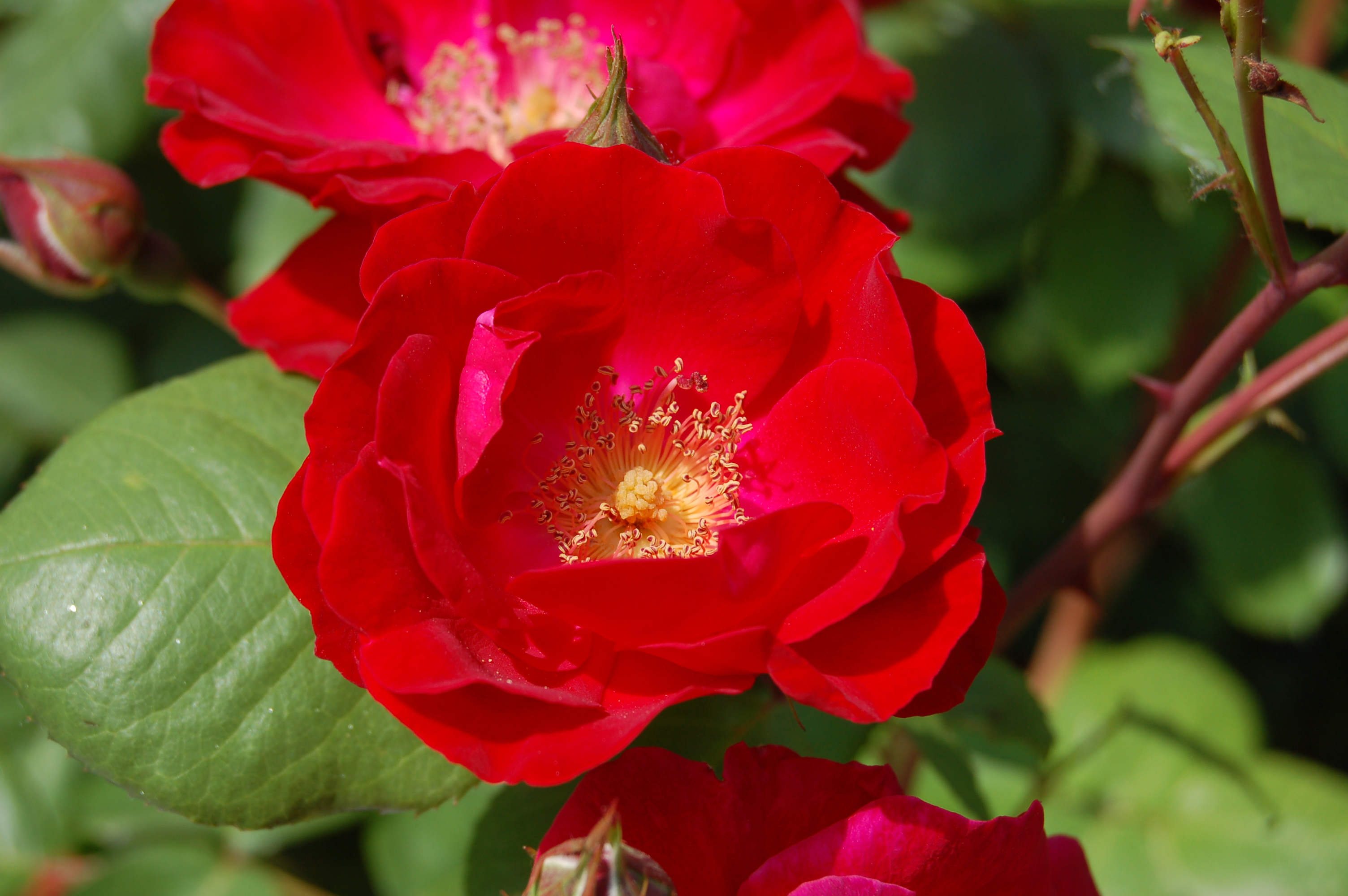
'Dirigent', Tantau 1956
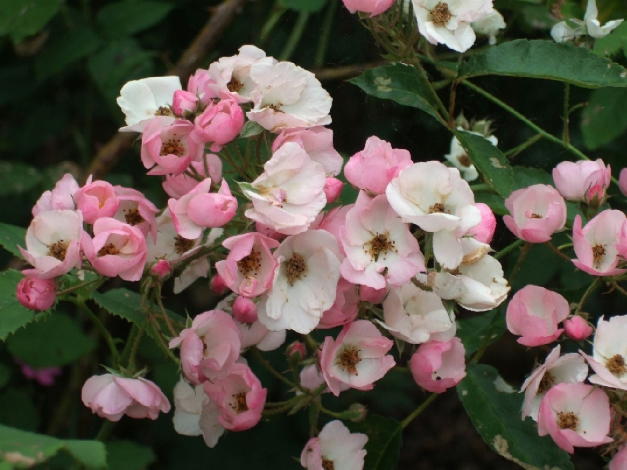
'Menja', Petersen 1960
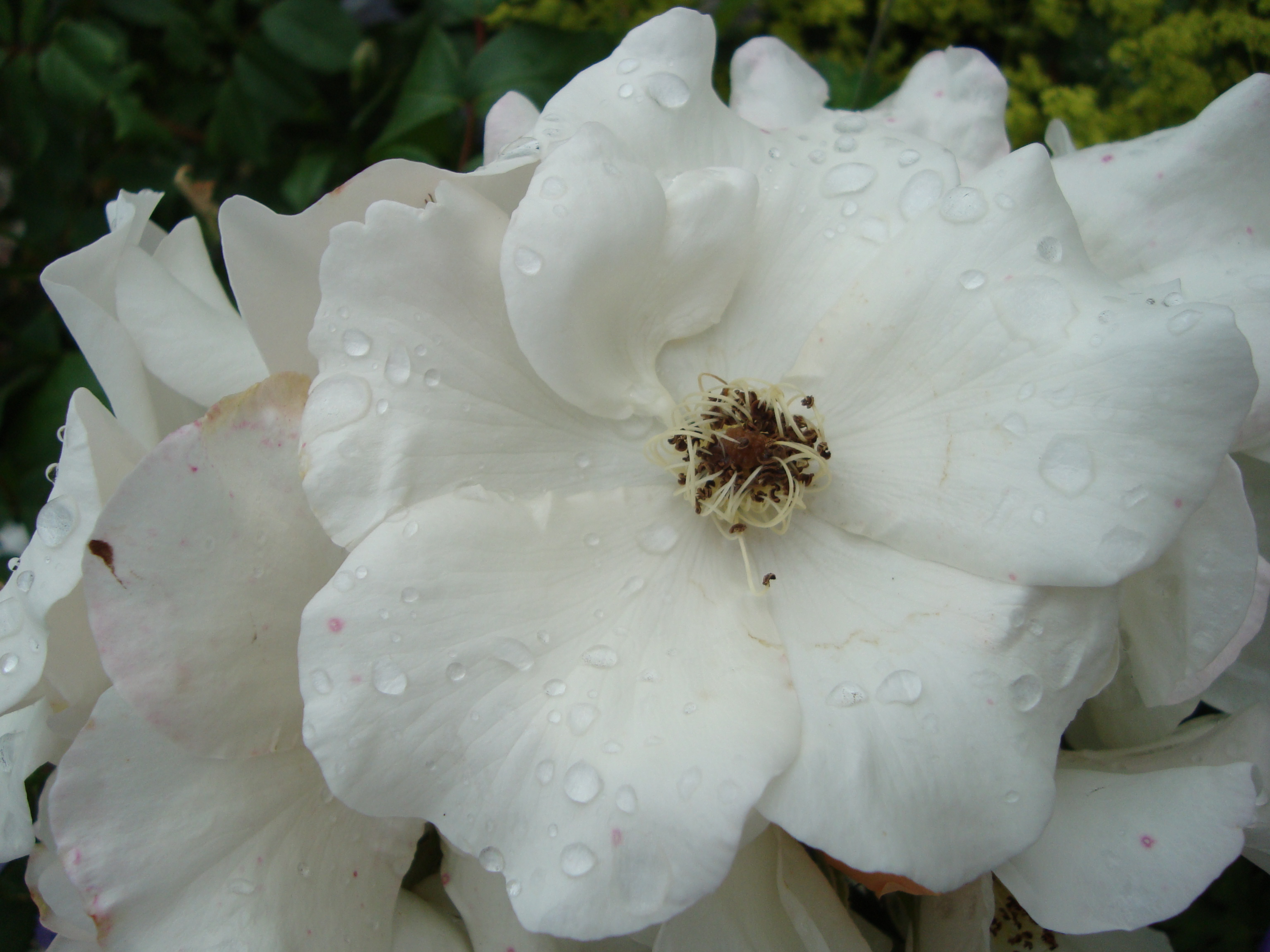
'Sally Holmes', Holmes 1976
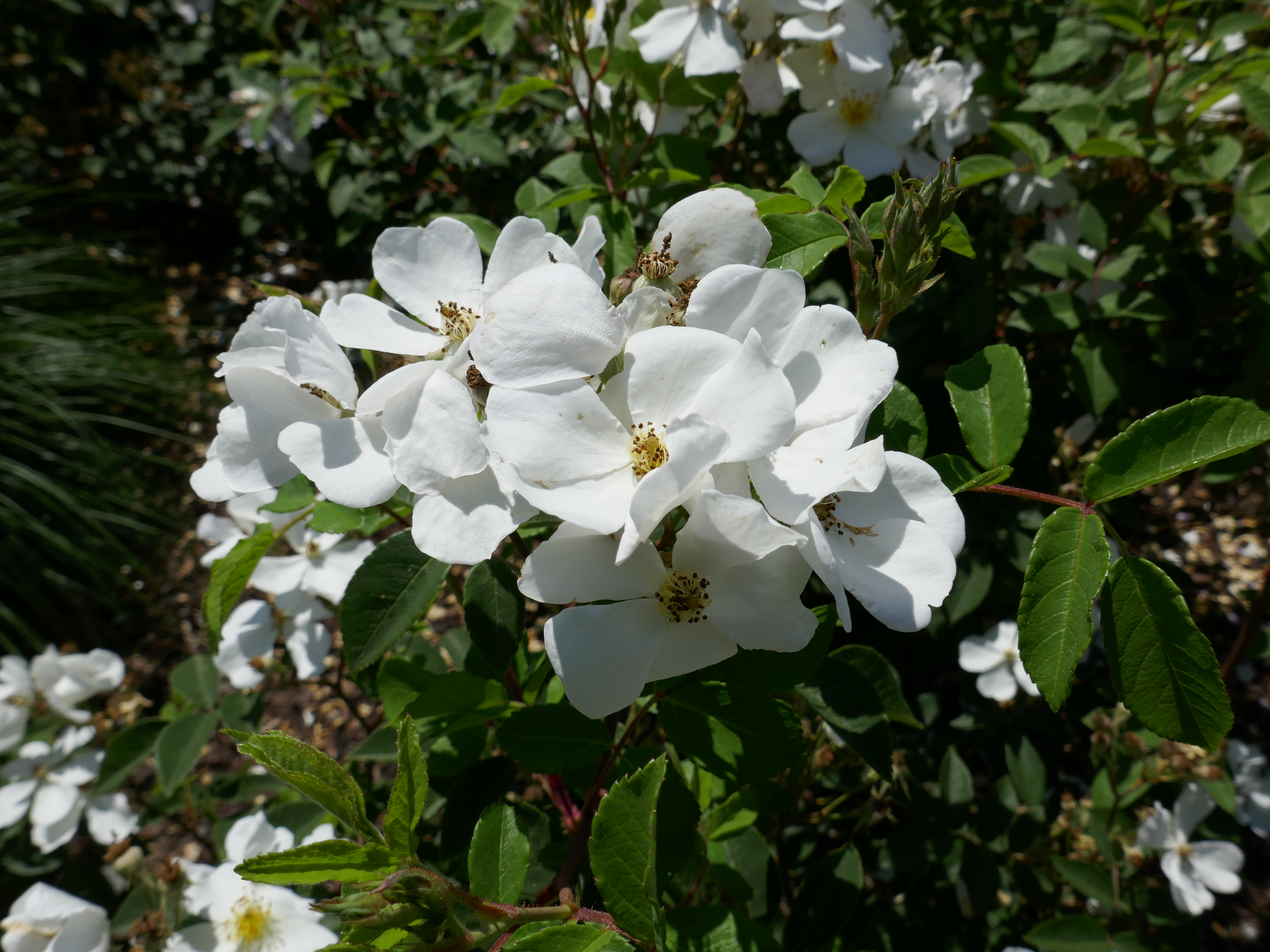
'Musquée Sans Souci', Louette 2001